# Liste des transferts NBA saison 2022-2023
Pour un article plus général, voir Saison NBA 2022-2023.
La liste des transferts NBA saison 2022-2023 recense les transferts et mouvements de personnels de la National Basketball Association durant la saison 2022-2023.

## Retraites

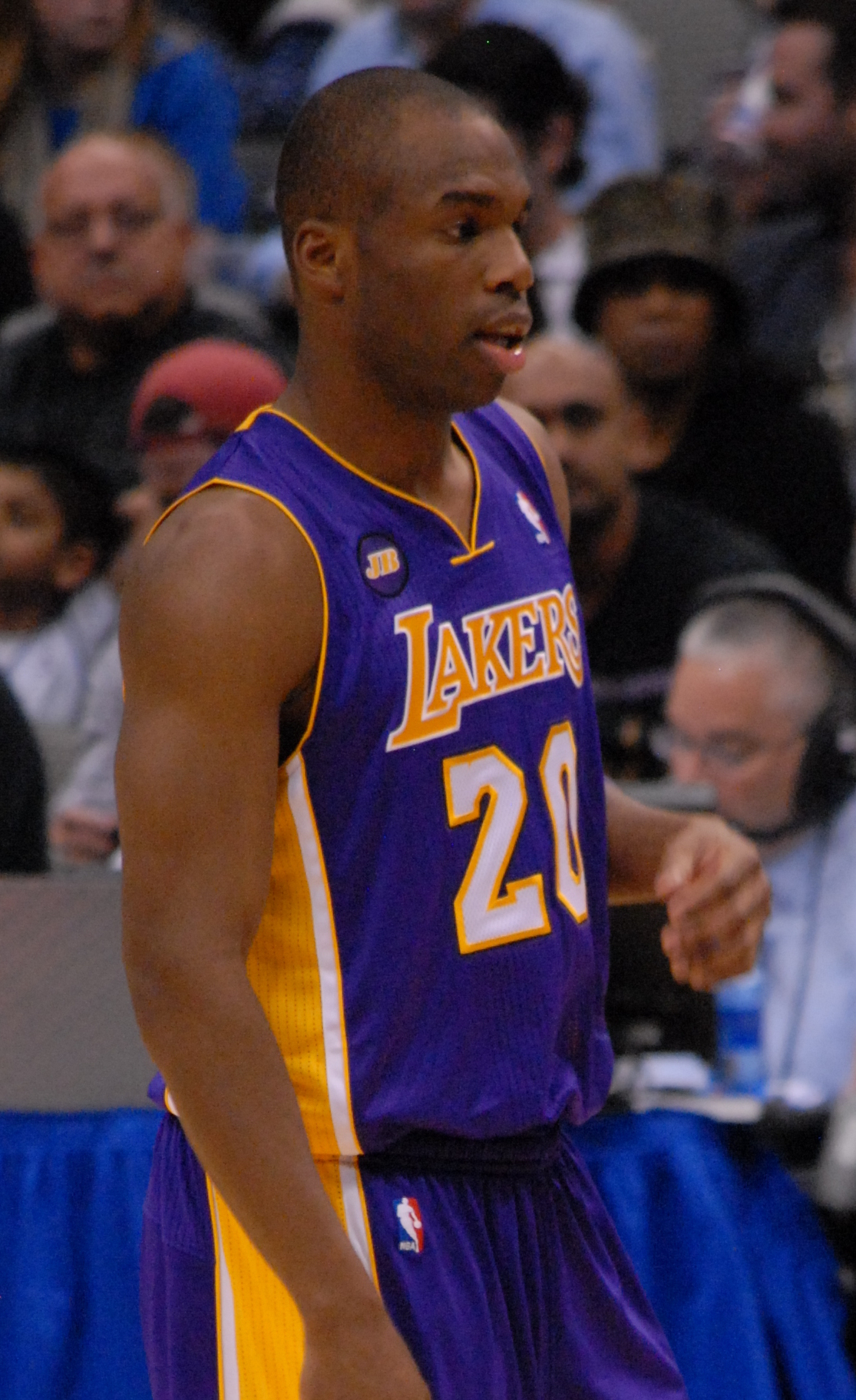
Jodie Meeks en février 2013

| Date         | Nom          | Équipes | Âge | Palmarès            | Ref.  |
| ------------ | ------------ | --- | --- | ------------------- | ----- |
| 11 septembre | Jodie Meeks  | Bucks de Milwaukee (2009-2010) 76ers de Philadelphie (2010-2012) Lakers de Los Angeles (2012-2014) Pistons de Detroit (2014-2016) Magic d'Orlando (2016-2017) Wizards de Washington (2017-2018) Raptors de Toronto (2019) | 35  | Champion NBA (2019) | [ 1 ] |
| 16 décembre  | Tyrell Terry | Mavericks de Dallas (2020-2021) Grizzlies de Memphis (2021-2022) | 22  |                     | [ 2 ] |

## Encadrement

### Entraîneurs

#### Avant-saison
| Date de départ | Équipe                | Ancien entraîneur      | Raison départ       | Date de signature | Nouvel entraîneur      | Provenance                                               | Ref. |
| -------------- | --------------------- | ---------------------- | ------------------- | ----------------- | ---------------------- | -------------------------------------------------------- | ---- |
| 11 avril       | Kings de Sacramento   | Alvin Gentry (intérim) | Licencié            | 9 mai             | Mike Brown             | Warriors de Golden State (Entraîneur adjoint, 2016-2022) | ,    |
| 11 avril       | Lakers de Los Angeles | Frank Vogel            | Licencié            | 3 juin            | Darvin Ham             | Bucks de Milwaukee (Entraîneur adjoint, 2018-2022)       | ,    |
| 22 avril       | Hornets de Charlotte  | James Borrego          | Licencié            | 24 juin           | Steve Clifford         | Magic d'Orlando (Entraîneur principal, 2018-2021)        | ,    |
| 5 juin         | Jazz de l'Utah        | Quin Snyder            | Consentement mutuel | 29 juin           | Will Hardy             | Celtics de Boston (Entraîneur adjoint, 2021-2022)        | ,    |
| 22 septembre   | Celtics de Boston     | Ime Udoka              | Suspension de 1 an  | 22 septembre      | Joe Mazzulla (intérim) | Celtics de Boston (Entraîneur adjoint, 2019-2022)        | ,    |

#### Pendant la saison
| Date de départ | Équipe           | Ancien entraîneur | Raison départ | Date de signature                 | Nouvel entraîneur | Provenance                                       | Ref. |
| -------------- | ---------------- | ----------------- | ------------- | --------------------------------- | ----------------- | ------------------------------------------------ | ---- |
| 1er novembre   | Nets de Brooklyn | Steve Nash        | Licencié      | 1er novembre (intérim) 9 novembre | Jacque Vaughn     | Nets de Brooklyn (Entraîneur adjoint, 2020-2022) | ,    |
| 21 février     | Hawks d'Atlanta  | Nate McMillan     | Licencié      | 26 février                        | Quin Snyder       | Jazz de l'Utah (Entraîneur principal, 2014-2022) | ,    |

## Joueurs

### Échanges
| Juin | Juin | Juin | Juin   |
| --- | --- | --- | ------ |
| 23 juin | Vers les Cavaliers de Cleveland - 49e choix de la draft 2022 | Vers les Kings de Sacramento - Droits sur Aleksandar Vezenkov (2017, #57) - Compensation financière | ,      |
| 23 juin | Vers les Lakers de Los Angeles - 35e choix de la draft 2022 | Vers le Magic d'Orlando - Second tour de draft 2028 - Compensation financière | ,      |
| 23 juin | Vers les Hawks d'Atlanta - Droits sur Tyrese Martin (#51) - Compensation financière | Vers les Warriors de Golden State - Droits sur Ryan Rollins (#44) | ,      |
| 23 juin | Vers les Mavericks de Dallas - Droits sur Jaden Hardy (#37) | Vers les Kings de Sacramento - Second tour de draft 2024 - Second tour de draft 2028 | [ 23 ] |
| 23 juin | Vers les Nuggets de Denver - Droits sur Peyton Watson (#30) - Second tour de draft 2023 - Second tour de draft 2024 | Vers le Thunder d'Oklahoma City - JaMychal Green - Premier tour de draft 2027 (protégé) | ,      |
| 23 juin | Vers les Pacers de l'Indiana - Droits sur Kendall Brown (#48) | Vers les Timberwolves du Minnesota - Second tour de draft 2026 - Compensation financière | [ 26 ] |
| 23 juin | Vers les Grizzlies de Memphis - Droits sur Jake LaRavia (#19) - Second tour de draft 2023 | Vers les Timberwolves du Minnesota - Droits sur Walker Kessler (#22) - Droits sur TyTy Washington (#29) | ,      |
| 23 juin | Vers les Grizzlies de Memphis - Danny Green - Droits sur David Roddy (#23) | Vers les 76ers de Philadelphie - De'Anthony Melton | ,      |
| 23 juin | Vers les Knicks de New York - Premier tour de draft 2023 de Denver (protégé) - Premier tour de draft 2023 de Détroit (protégé) - Premier tour de draft 2023 de Washington (protégé) | Vers le Thunder d'Oklahoma City - Droits sur Ousmane Dieng (#11) | [ 31 ] |
| 24 juin | | |        |
| Vers les Hornets de Charlotte - Droits sur Bryce McGowens (#40) | Vers les Timberwolves du Minnesota - Droits sur Josh Minott (#45) - Second tour de draft 2023 de New York | [ 32 ] |        |
| Vers les Hornets de Charlotte - Premier tour de draft 2023 de Denver - Second tour de draft 2023 de New York - Second tour de draft 2023 de Utah - Second tour de draft 2023 - Second tour de draft 2024 de New York | Vers les Knicks de New York - Droits sur Jalen Duren (#13) | |        |
| Vers les Mavericks de Dallas - Christian Wood | Vers les Rockets de Houston - Sterling Brown - Trey Burke - Marquese Chriss - Boban Marjanović - Droits sur Wendell Moore (#26) | [ 33 ] |        |
| Vers les Rockets de Houston - Droits sur TyTy Washington (#29) - Second tour de draft 2025 - Second tour de draft 2027                                                                                               | Vers les Timberwolves du Minnesota - Droits sur Wendell Moore (#26) | , |        |
| Vers les Pacers de l'Indiana - Compensation financière | Vers les Bucks de Milwaukee - Droits sur Hugo Besson (#58) | [ 36 ] |        |
| Vers les Grizzlies de Memphis - Danny Green - Droits sur David Roddy (#23) | Vers les 76ers de Philadelphie - De'Anthony Melton | , |        |
| Vers les Grizzlies de Memphis - Droits sur Kennedy Chandler (#38) | Vers les Spurs de San Antonio - Second tour de draft 2024 des L.A. Lakers - Compensation financière | , |        |
| 30 juin | | |        |
| Vers les Hawks d'Atlanta - Dejounte Murray - Jock Landale | Vers les Spurs de San Antonio - Danilo Gallinari - Premier tour de draft 2023 de Charlotte (protégé) - Premier tour de draft 2025 d'Atlanta - Possibilité d'échanger le premier tour de draft 2026 - Premier tour de draft 2026 d'Atlanta | , |        |
| Vers les Nets de Brooklyn - Royce O'Neale | Vers le Jazz de l'Utah - Premier tour de draft 2023 | , |        |
| Juillet | | |        |
| 6 juillet | | |        |
| Vers les Hawks d'Atlanta - Compensation financière | Vers les Suns de Phoenix - Jock Landale | [ 45 ] |        |
| Vers les Hawks d'Atlanta - Maurice Harkless - Justin Holiday - Premier tour de draft 2024 de Sacramento (protégé) | Vers les Kings de Sacramento - Kevin Huerter | , |        |
| Vers les Nuggets de Denver - Droits sur Ismaël Kamagate (#46) | Vers les Trail Blazers de Portland - Second tour de draft 2024 | [ 48 ] |        |
| Vers les Nuggets de Denver - Kentavious Caldwell-Pope - Ish Smith | Vers les Wizards de Washington - Will Barton - Monté Morris | , |        |
| Vers les Pistons de Détroit - Kemba Walker - Droit sur Jalen Duren (#13) | Vers les Knicks de New York - Premier tour de draft 2025de Milwaukee (protégé) | [ 51 ] |        |
| Vers les Pistons de Détroit - Droits sur Gabriele Procida (#36) - Premier tour de draft 2025 de Milwaukee (protégé) - Second tour de draft 2025 de Détroit - Second tour de draft 2026                               | Vers les Trail Blazers de Portland - Jerami Grant - Droits sur Ismaël Kamagate (#46) | , |        |
| Vers les Timberwolves du Minnesota - Rudy Gobert | Vers le Jazz de l'Utah - Malik Beasley - Patrick Beverley - Leandro Bolmaro - Jarred Vanderbilt - Droits sur Walker Kessler (#22) - Premier tour de draft 2023 - Premier tour de draft 2025 - Possibilité d'échanger le premier tour de draft 2026 - Premier tour de draft 2027 - Premier tour de draft 2029 | , |        |
| 9 juillet | | |        |
| Vers les Celtics de Boston - Malcolm Brogdon | Vers le Pacers de l'Indiana - Malik Fitts - Juwan Morgan - Aaron Nesmith - Nik Stauskas - Daniel Theis - Premier tour de draft 2025 de Milwaukee (protégé) | , |        |
| 11 juillet | | |        |
| Vers les Pistons de Détroit - Alec Burks - Nerlens Noel - Second tour de draft 2023 - Second tour de draft 2026 - Compensation financière                                                                            | Vers le Knicks de New York - Droits sur Nikola Radičević (2015, #57) - Second tour de draft 2025 (protégé) | , |        |
| Août | | |        |
| 25 août | | |        |
| Vers les Lakers de Los Angeles - Patrick Beverley | Vers le Jazz de l'Utah - Talen Horton-Tucker - Stanley Johnson | [ 60 ] |        |
| Septembre | | |        |
| 1er septembre | | |        |
| Vers les Cavaliers de Cleveland - Donovan Mitchell | Vers le Jazz de l'Utah - Lauri Markkanen - Collin Sexton - Ochai Agbaji - Prmeier tour de draft 2025 - Possibilité d'échanger le premier tour de draft 2026 - Prmeier tour de draft 2027 - Possibilité d'échanger le premier tour de draft 2028 - Prmeier tour de draft 2029 | [ 61 ] |        |
| 22 septembre | | |        |
| Vers les Pistons de Détroit - Bojan Bogdanović | Vers le Jazz de l'Utah - Saben Lee - Kelly Olynyk | [ 62 ] |        |
| 27 septembre | | |        |
| Vers les Hawks d'Atlanta - Vít Krejčí | Vers le Thunder d'Oklahoma City - Maurice Harkless - Second tour de draft 2025 - Second tour de draft 2029 | [ 63 ] |        |
| 30 septembre | | |        |
| Vers les Rockets de Houston - Derrick Favors - Maurice Harkless - Ty Jerome - Théo Maledon - Second tour de draft 2026 - Compensation financière                                                                     | Vers le Thunder d'Oklahoma City - Sterling Brown - Trey Burke - Marquese Chriss - David Nwaba | [ 64 ] |        |
| Janvier | | |        |
| 5 janvier | Vers les Celtics de Boston - Second tour de draft 2024 (protégé) | Vers les Spurs de San Antonio - Noah Vonleh - Compensation financière | [ 65 ] |
| 23 janvier | Vers les Lakers de Los Angeles - Rui Hachimura | Vers les Wizards de Washington - Kendrick Nunn - Second tour de draft 2023 - Second tour de draft 2028 - Second tour de draft 2029 | [ 66 ] |
| Février | | |        |
| 6 février | Vers les Nets de Brooklyn - Spencer Dinwiddie - Dorian Finney-Smith - Premier tour de draft 2029 - Second tour de draft 2027 - Droit d'échanger le second tour de draft 2029 | Vers les Mavericks de Dallas - Kyrie Irving - Markieff Morris | [ 67 ] |
| 7 février | Vers les Nets de Brooklyn - Droits sur David Michineau (2016, #39) | Vers les Kings de Sacramento - Kessler Edwards - Compensation financière | [ 68 ] |
| 7 février | Vers le Heat de Miami - Compensation financière | Vers les Spurs de San Antonio - Dewayne Dedmon - Second tour de draft 2028 | [ 69 ] |
| 9 février | Vers les Hawks d'Atlanta - Bruno Fernando - Garrison Mathews | Vers les Rockets de Houston - Justin Holiday - Frank Kaminsky - Second tour de draft 2024 d'Oklahoma City - Second tour de draft 2025 d'Oklahoma City | [ 70 ] |
| 9 février | Vers les Celtics de Boston - Mike Muscala | Vers le Thunder d'Oklahoma City - Justin Jackson - Second tour de draft 2023 - Second tour de draft 2029 | [ 71 ] |
| 9 février | Vers les Hornets de Charlotte - Reggie Jackson - Second tour de draft 2028 - Compensation financière | Vers les Clippers de Los Angeles - Mason Plumlee | [ 72 ] |
| 9 février | Vers les Pelicans de La Nouvelle-Orléans - Josh Richardson | Vers les Spurs de San Antonio - Devonte' Graham - Second tour de draft 2024 - Second tour de draft 2026 - Second tour de draft 2028 - Second tour de draft 2029 | [ 73 ] |
| 9 février | Vers le Thunder d'Oklahoma City - Dario Šarić - Second tour de draft 2029 - Compensation financière | Vers les Suns de Phoenix - Darius Bazley | [ 74 ] |
| 9 février | Vers les Spurs de San Antonio - Khem Birch - Premier tour de draft 2024 (protégé) - Second tour de draft 2023 - Second tour de draft 2025 | Vers les Raptors de Toronto - Jakob Pöltl | [ 75 ] |
| 9 février | Échange à trois équipes | Échange à trois équipes | [ 76 ] |
| 9 février | Vers les Rockets de Houston - Danny Green (De Memphis) - John Wall (De Los Angeles) - Droit d'échanger le premier tour de draft 2023 (De Los Angeles) | Vers les Clippers de Los Angeles - Eric Gordon (De Houston) - Second tour de draft 2024 (Des Memphis) - Second tour de draft 2024 de Toronto (De Memphis) - Second tour de draft 2027 (De Memphis) | [ 76 ] |
| 9 février | Vers les Grizzlies de Memphis - Luke Kennard (De Los Angeles) - Droit d'échanger le second tour de draft 2026 (De Los Angeles) | | [ 76 ] |
| 9 février | Échange à trois équipes | Échange à trois équipes | [ 77 ] |
| 9 février | Vers les Lakers de Los Angeles - Malik Beasley (De Utah) - D'Angelo Russell (De Minnesota) - Jarred Vanderbilt (De Utah) | Vers les Timberwolves du Minnesota - Nickeil Alexander-Walker (De Utah) - Mike Conley, Jr. (De Utah) - Second tour de draft 2024 (Des Lakers) - Second tour de draft 2025 (De Utah) - Second tour de draft 2026 (De Utah)                                                                                           | [ 77 ] |
| 9 février | Vers le Jazz de l'Utah - Damian Jones (Des Lakers) - Juan Toscano-Anderson (Des Lakers) - Russell Westbrook (Des Lakers) - Premier tour de draft 2027 protégé top 4 (Des Lakers) | | [ 77 ] |
| 9 février | Échange à quatre équipes | Échange à quatre équipes | [ 78 ] |
| 9 février | Vers les Hawks d'Atlanta - Saddiq Bey (De Détroit) | Vers les Pistons de Détroit - James Wiseman (De Golden State) | [ 78 ] |
| 9 février | Vers les Warriors de Golden State - Gary Payton II (De Portland) - Second tour de draft 2026 (D'Atlanta) - Second tour de draft 2028 (D'Atlanta) | Vers les Trail Blazers de Portland - Kevin Knox (De Détroit) - Second tour de draft 2023 (D'Atlanta) - Second tour de draft 2024 protégé (D'Atlanta) - Second tour de draft 2025 protégé (D'Atlanta) - Second tour de draft 2026 de Memphis protégé (De Golden State) - Second tour de draft 2028 (De Golden State) | [ 78 ] |
| 9 février | Échange à quatre équipes | Échange à quatre équipes | [ 79 ] |
| 9 février | Vers les Nets de Brooklyn - Mikal Bridges (De Phoenix) - Cameron Johnson (De Phoenix) - Droits sur Juan Pablo Vaulet (2015 #39) (D'Indiana) - Premier tour de draft 2023 (De Phoenix) - Premier tour de draft 2025 (De Phoenix) - Premier tour de draft 2029 (De Phoenix) - Droit d'échanger le premier tour de draft 2028 (De Phoenix) - Second tour de draft 2028 (De Milwaukee) - Second tour de draft 2029 (De Milwaukee) | Vers les Pacers de l'Indiana - George Hill (De Milwaukee) - Serge Ibaka (De Milwaukee) - Jordan Nwora (De Milwaukee) - Second tour de draft 2023 (De Milwaukee) - Second tour de draft 2024 (De Milwaukee) - Second tour de draft 2025 d'Indiana (De Milwaukee) - Compensation financière (De Brooklyn)             | [ 79 ] |
| 9 février | Vers les Bucks de Milwaukee - Jae Crowder (De Phoenix) | Vers les Suns de Phoenix - Kevin Durant (De Brooklyn) - T. J. Warren (De Brooklyn) | [ 79 ] |
| 9 février | Échange à quatre équipes | Échange à quatre équipes | [ 80 ] |
| 9 février | Vers les Hornets de Charlotte - Sviatoslav Mykhaïliouk (De New York) - Second tour de draft 2023 (De Philadelphie) - Second tour de draft 2027 (De Portland) | Vers les Knicks de New York - Josh Hart (De Portland) - Droits sur Dani Díez (2015 #54) (De Portland) - Droits sur Bojan Dubljević (2013 #59) (De Portland) | [ 80 ] |
| 9 février | Vers les 76ers de Philadelphie - Jalen McDaniels (De Charlotte) - Second tour de draft 2024 de New York (De Charlotte) - Second tour de draft 2029 (De Portland) | Vers les Trail Blazers de Portland - Ryan Arcidiacono (De New York) - Cam Reddish (De New York) - Matisse Thybulle (De Philadelphie) - Droits sur Ante Tomić (2008 #44) (De New York) - Premier tour de draft 2023 protégé (De New York)                                                                            | [ 80 ] |
| 9 février | Échange à quatre équipes | Échange à quatre équipes | [ 81 ] |
| 9 février | Vers les Nuggets de Denver - Thomas Bryant (De L.A. Lakers) | Vers les Clippers de Los Angeles - Nah'Shon Hyland (De Denver) | [ 81 ] |
| 9 février | Vers les Lakers de Los Angeles - Mohamed Bamba (D'Orlando) - Davon Reed (De Denver) - Second tour de draft 2024 (De L.A. Clippers) - Second tour de draft 2025 (De L.A. Clippers) | Vers le Magic d'Orlando - Patrick Beverley (De L.A. Lakers) - Second tour de draft 2024 (De Denver) - Compensation financière (De L.A. Lakers) | [ 81 ] |

### Signatures

#### Renouvellements de contrats
|     | Joueur ayant signé un contrat Exhibit 10, pour intégrer le camp d'entraînement de l'équipe. |
| RFA | Agent libre restreint.                                                                      |

| Date         | Joueur                       | Équipe                          | Contrat                                                                                                  | Ref.    |
| ------------ | ---------------------------- | ------------------------------- | --- | ------- |
| 28 juin      | Ivica Zubac                  | Clippers de Los Angeles         | Contrat de 33 000 000 $ sur 3 ans.                                                                       | [ 82 ]  |
| 30 juin      | Gary Harris                  | Magic d'Orlando                 | Contrat de 26 000 000 $ sur 2 ans.                                                                       | [ 83 ]  |
| 30 juin      | Taurean Prince               | Timberwolves du Minnesota       | Contrat de 14 555 000 $ sur 2 ans.                                                                       | [ 84 ]  |
| 30 juin      | Jae'Sean Tate (RFA)          | Rockets de Houston              | Contrat de 20 625 434 $ sur 3 ans.                                                                       | [ 85 ]  |
| 30 juin      | Thaddeus Young               | Raptors de Toronto              | Contrat partiellement garanti de 16 300 000 $ sur 2 ans.                                                 | [ 86 ]  |
| 1er juillet  | Bol Bol                      | Magic d'Orlando                 | Contrat partiellement garanti de 4 400 000 $ sur 2 ans.                                                  | [ 87 ]  |
| 2 juillet    | Anthony Gill (Restreint)     | Wizards de Washington           | Contrat de 3 833 328 $ sur 2 ans.                                                                        | [ 88 ]  |
| 2 juillet    | RJ Nembhard (RFA)            | Cavaliers de Cleveland          | Two-way contract.                                                                                        | [ 89 ]  |
| 2 juillet    | Neemias Queta (RFA)          | Kings de Sacramento             | Two-way contract.                                                                                        | [ 90 ]  |
| 3 juillet    | Sam Hauser (RFA)             | Celtics de Boston               | Contrat de 5 658 206 $ sur 3 ans.                                                                        | [ 91 ]  |
| 5 juillet    | Bismack Biyombo              | Suns de Phoenix                 | Contrat de 2 905 851 $ sur 1 an.                                                                         | [ 92 ]  |
| 6 juillet    | Marvin Bagley (RFA)          | Pistons de Détroit              | Contrat de 37 500 000 $ sur 3 ans.                                                                       | [ 93 ]  |
| 6 juillet    | Nicolas Batum                | Clippers de Los Angeles         | Contrat de 22 554 168 $ sur 2 ans.                                                                       | [ 94 ]  |
| 6 juillet    | Bradley Beal                 | Wizards de Washington           | Contrat de 251 019 650 $ sur 5 ans.                                                                      | [ 95 ]  |
| 6 juillet    | Jevon Carter                 | Bucks de Milwaukee              | Contrat de 4 339 943 $ sur 2 ans.                                                                        | [ 96 ]  |
| 6 juillet    | Amir Coffey (RFA)            | Clippers de Los Angeles         | Contrat de 11 000 000 $ sur 3 ans.                                                                       | [ 97 ]  |
| 6 juillet    | Dewayne Dedmon               | Heat de Miami                   | Contrat partiellement garanti de 9 024 000 $ sur 2 ans.                                                  | [ 98 ]  |
| 6 juillet    | Luguentz Dort (RFA)          | Thunder d'Oklahoma City         | Contrat de 82 500 000 $ sur 5 ans.                                                                       | [ 99 ]  |
| 6 juillet    | Kessler Edwards              | Nets de Brooklyn                | Contrat de 3 565 862 $ sur 2 ans.                                                                        | [ 100 ] |
| 6 juillet    | Tyus Jones                   | Grizzlies de Memphis            | Contrat non-garanti de 30 000 000 $ sur 2 ans.                                                           | [ 101 ] |
| 6 juillet    | Derrick Jones Jr.            | Bulls de Chicago                | Contrat de 6 560 000 $ sur 2 ans.                                                                        | [ 102 ] |
| 6 juillet    | Caleb Martin (RFA)           | Heat de Miami                   | Contrat de 20 408 850 $ sur 3 ans.                                                                       | [ 103 ] |
| 6 juillet    | Cody Martin (RFA)            | Hornets de Charlotte            | Contrat partiellement garanti de 31 360 000 $ sur 4 ans.                                                 | [ 104 ] |
| 6 juillet    | Wesley Matthews              | Bucks de Milwaukee              | Contrat de 2 905 865 $ sur 1 an.                                                                         | [ 105 ] |
| 6 juillet    | Jusuf Nurkić                 | Trail Blazers de Portland       | Contrat de 70 000 000 $ sur 4 ans.                                                                       | [ 106 ] |
| 6 juillet    | Theo Pinson (RFA)            | Mavericks de Dallas             | Contrat de 1 968 175 $ sur 1 an.                                                                         | [ 107 ] |
| 6 juillet    | Bobby Portis                 | Bucks de Milwaukee              | Contrat de 48 578 208 $ sur 4 ans.                                                                       | [ 108 ] |
| 6 juillet    | Anfernee Simons (RFA)        | Trail Blazers de Portland       | Contrat de 100 000 000 $ sur 4 ans.                                                                      | [ 106 ] |
| 6 juillet    | Jalen Smith                  | Pacers de l'Indiana             | Contrat de 15 131 319 $ sur 3 ans.                                                                       | [ 109 ] |
| 7 juillet    | Mohamed Bamba                | Magic d'Orlando                 | Contrat partiellement garanti de 20 600 000 $ sur 2 ans.                                                 | [ 110 ] |
| 7 juillet    | Chris Boucher                | Raptors de Toronto              | Contrat de 35 250 000 $ sur 3 ans.                                                                       | [ 111 ] |
| 7 juillet    | Vlatko Čančar (RFA)          | Nuggets de Denver               | Contrat de 6 815 324 $ sur 3 ans.                                                                        | [ 112 ] |
| 7 juillet    | Nicolas Claxton (RFA)        | Nets de Brooklyn                | Contrat de 17 250 000 $ sur 2 ans.                                                                       | [ 113 ] |
| 7 juillet    | Drew Eubanks                 | Trail Blazers de Portland       | Contrat de 1 968 175 $ sur 1 an.                                                                         | [ 114 ] |
| 7 juillet    | Zach LaVine                  | Bulls de Chicago                | Contrat de 215 159 700 $ sur 5 ans.                                                                      | [ 115 ] |
| 7 juillet    | Victor Oladipo               | Heat de Miami                   | Contrat de 18 200 000 $ sur 2 ans.                                                                       | [ 116 ] |
| 8 juillet    | Lindell Wigginton            | Bucks de Milwaukee              | Contrat non-garanti de 1 637 966 $ sur 1 an.                                                             | [ 117 ] |
| 8 juillet    | D. J. Wilson                 | Raptors de Toronto              | Contrat partiellement garanti de 4 546 582 $ sur 2 ans.                                                  | [ 118 ] |
| 9 juillet    | Luke Kornet                  | Celtics de Boston               | Contrat partiellement garanti de 4 546 582 $ sur 2 ans.                                                  | [ 119 ] |
| 9 juillet    | Xavier Moon                  | Clippers de Los Angeles         | Contrat non-garanti de 1 637 966 $ sur 1 an.                                                             | [ 120 ] |
| 9 juillet    | Davon Reed (RFA)             | Nuggets de Denver               | Contrat de 4 065 596 $ sur 2 ans.                                                                        | [ 121 ] |
| 9 juillet    | Jericho Sims                 | Knicks de New York              | Contrat partiellement garanti de 5 658 206 $ sur 3 ans. (Two-way contract converti en contrat)           | [ 122 ] |
| 9 juillet    | Jay Scrubb                   | Clippers de Los Angeles         | Contrat non-garanti de 1 836 090 $ sur 1 an.                                                             | [ 120 ] |
| 9 juillet    | Rayjon Tucker                | Bucks de Milwaukee              | Contrat non-garanti de 1 902 133 $ sur 1 an.                                                             | [ 123 ] |
| 9 juillet    | Luca Vildoza                 | Bucks de Milwaukee              | Contrat non-garanti de 1 836 090 $ sur 1 an.                                                             | [ 123 ] |
| 10 juillet   | Kevon Looney                 | Warriors de Golden State        | Contrat partiellement garanti de 22 500 000 $ sur 3 ans.                                                 | [ 124 ] |
| 10 juillet   | Patrick Mills                | Nets de Brooklyn                | Contrat de 13 281 950 $ sur 2 ans.                                                                       | [ 125 ] |
| 12 juillet   | Mitchell Robinson            | Knicks de New York              | Contrat de 60 000 000 $ sur 4 ans.                                                                       | [ 126 ] |
| 14 juillet   | Justin Champagnie (RFA)      | Raptors de Toronto              | Contrat partiellement garanti de 3 565 862 $ sur 2 ans.                                                  | [ 127 ] |
| 16 juillet   | Marcus Garrett               | Heat de Miami                   | Two-way contract.                                                                                        | [ 128 ] |
| 18 juillet   | Deandre Ayton (RFA)          | Suns de Phoenix                 | Contrat de 132 929 128 $ sur 4 ans                                                                       | .       |
| 19 juillet   | Serge Ibaka                  | Bucks de Milwaukee              | Contrat de 2 905 851 $ sur 1 an.                                                                         | [ 130 ] |
| 22 juillet   | Sharife Cooper (RFA)         | Hawks d'Atlanta                 | Two-way contract.                                                                                        | [ 131 ] |
| 22 juillet   | Admiral Schofield (RFA)      | Magic d'Orlando                 | Two-way contract.                                                                                        | [ 132 ] |
| 22 juillet   | Quinndary Weatherspoon (RFA) | Warriors de Golden State        | Two-way contract.                                                                                        | [ 133 ] |
| 24 juillet   | Nathan Knight (RFA)          | Timberwolves du Minnesota       | Contrat partiellement garanti de 3 833 328 $ sur 2 ans.                                                  | [ 134 ] |
| 26 juillet   | Bruno Fernando               | Rockets de Houston              | Contrat non-garanti de 1 902 133 $ sur 1 an.                                                             | [ 135 ] |
| 27 juillet   | James Harden                 | 76ers de Philadelphie           | Contrat de 68 640 000 $ sur 2 ans.                                                                       | [ 136 ] |
| 1er août     | Rodney McGruder              | Pistons de Détroit              | Contrat de 2 298 385 $ sur 1 an.                                                                         | [ 137 ] |
| 3 août       | Ishmail Wainright            | Suns de Phoenix                 | Two-way contract.                                                                                        | [ 138 ] |
| 4 août       | Mike Muscala                 | Thunder d'Oklahoma City         | Contrat de 7 000 000 $ sur 2 ans.                                                                        | [ 139 ] |
| 23 août      | Udonis Haslem                | Heat de Miami                   | Contrat de 2 905 851 $ sur 1 an.                                                                         | [ 140 ] |
| 24 août      | Joe Wieskamp (RFA)           | Spurs de San Antonio            | Contrat partiellement garanti de 4 375 000 $ sur 2 ans.                                                  | [ 141 ] |
| 7 septembre  | Malcolm Hill (RFA)           | Bulls de Chicago                | Two-way contract.                                                                                        | [ 142 ] |
| 8 septembre  | Collin Sexton (RFA)          | Cavaliers de Cleveland          | Contrat de 72 000 000 $ sur 4 ans. (Sign and trade)                                                      | [ 143 ] |
| 9 septembre  | Chandler Vaudrin             | Cavaliers de Cleveland          | Contrat non-garanti de 1 017 781 $ sur 1 an.                                                             | [ 144 ] |
| 16 septembre | David Duke Jr. (RFA)         | Nets de Brooklyn                | Two-way contract.                                                                                        | [ 145 ] |
| 16 septembre | Gabe York                    | Pacers de l'Indiana             | Contrat non-garanti de 1 637 966 $ sur 1 an.                                                             | [ 146 ] |
| 17 septembre | Ryan Arcidiacono             | Knicks de New York              | Contrat non-garanti de 2 133 278 $ sur 1 an.                                                             | [ 147 ] |
| 23 septembre | Justin Anderson              | Pacers de l'Indiana             | Contrat non-garanti de 2 298 385 $ sur 1 an.                                                             | [ 148 ] |
| 25 septembre | Marcus Zegarowski            | Nets de Brooklyn                | Contrat non-garanti de 1 017 781 $ sur 1 an.                                                             | [ 149 ] |
| 26 septembre | Andre Iguodala               | Warriors de Golden State        | Contrat de 2 905 851 $ sur 1 an.                                                                         | [ 150 ] |
| 26 septembre | Jordan Nwora (RFA)           | Bucks de Milwaukee              | Contrat de 6 200 000 $ sur 2 ans.                                                                        | [ 151 ] |
| 27 septembre | RaiQuan Gray                 | Nets de Brooklyn                | Contrat non-garanti de 1 017 781 $ sur 1 an.                                                             | [ 152 ] |
| 30 septembre | Bruno Fernando               | Rockets de Houston              | Two-way contract. (Contrat non-garanti converti en Two-way contract)                                     | [ 153 ] |
| 3 octobre    | John Butler                  | Pelicans de La Nouvelle-Orléans | Two-way contract. (Contrat non-garanti converti en Two-way contract)                                     | [ 154 ] |
| 3 octobre    | Bruno Fernando               | Rockets de Houston              | Contrat de 10 900 000 $ sur 4 ans. (Two-way contract converti contrat)                                   | [ 155 ] |
| 9 octobre    | Mychal Mulder                | Heat de Miami                   | Contrat non-garanti de 1 902 133 $ sur 1 an.                                                             | [ 156 ] |
| 9 octobre    | Jamal Cain                   | Heat de Miami                   | Two-way contract. (Contrat non-garanti converti en Two-way contract)                                     | [ 157 ] |
| 11 octobre   | Grant Golden                 | Nuggets de Denver               | Contrat non-garanti de 1 017 781 $ sur 1 an.                                                             | [ 158 ] |
| 13 octobre   | Olivier Sarr                 | Trail Blazers de Portland       | Two-way contract. (Contrat non-garanti converti en Two-way contract)                                     | [ 159 ] |
| 13 octobre   | Dru Smith                    | Heat de Miami                   | Two-way contract. (Contrat non-garanti converti en Two-way contract)                                     | [ 160 ] |
| 14 octobre   | Kostas Antetokounmpo         | Bulls de Chicago                | Two-way contract. (Contrat non-garanti converti en Two-way contract)                                     | [ 161 ] |
| 14 octobre   | Luka Garza                   | Timberwolves du Minnesota       | Two-way contract. (Contrat non-garanti converti en Two-way contract)                                     | [ 162 ] |
| 15 octobre   | Moses Brown                  | Clippers de Los Angeles         | Two-way contract. (Contrat non-garanti converti en Two-way contract)                                     | [ 163 ] |
| 15 octobre   | Jordan Goodwin               | Wizards de Washington           | Two-way contract. (Contrat non-garanti converti en Two-way contract)                                     | [ 164 ] |
| 15 octobre   | Ty Jerome                    | Warriors de Golden State        | Two-way contract. (Contrat non-garanti converti en Two-way contract)                                     | [ 165 ] |
| 15 octobre   | David Johnson (RFA)          | Raptors de Toronto              | Contrat non-garanti de 1 017 781 $ sur 1 an.                                                             | [ 166 ] |
| 15 octobre   | Anthony Lamb                 | Warriors de Golden State        | Two-way contract. (Contrat non-garanti converti en Two-way contract)                                     | [ 165 ] |
| 15 octobre   | McKinley Wright IV           | Mavericks de Dallas             | Two-way contract. (Contrat non-garanti converti en Two-way contract)                                     | [ 167 ] |
| 16 octobre   | Mamadi Diakite               | Cavaliers de Cleveland          | Two-way contract.                                                                                        | [ 168 ] |
| 16 octobre   | Michael Foster Jr.           | 76ers de Philadelphie           | Two-way contract. (Contrat non-garanti converti en Two-way contract)                                     | [ 169 ] |
| 2 novembre   | Jordan Hall                  | Spurs de San Antonio            | Contrat partiellement garanti de 935 891 $ sur 1 an.                                                     | [ 170 ] |
| 10 février   | Gorgui Dieng                 | Spurs de San Antonio            | Contrat de 895 743 $ jusqu'à la fin de la saison.                                                        | [ 171 ] |
| 10 février   | Eugene Omoruyi               | Thunder d'Oklahoma City         | Contrat de 345 110 $ jusqu'à la fin de la saison. (Two-way contract converti en contrat standard)        | [ 172 ] |
| 11 février   | Joe Wieskamp                 | Raptors de Toronto              | Contrat partiellement garanti de 2 473 885 $ sur 2 ans.                                                  | [ 173 ] |
| 12 février   | Boban Marjanović             | Rockets de Houston              | Contrat de 807 005 $ jusqu'à la fin de la saison.                                                        | [ 174 ] |
| 13 février   | James Johnson                | Pacers de l'Indiana             | Contrat de 935 216 $ jusqu'à la fin de la saison.                                                        | [ 175 ] |
| 14 février   | Charles Bassey               | Spurs de San Antonio            | Contrat partiellement garanti de 10 200 000 $ sur 4 ans. (Two-way contract converti en contrat standard) | [ 176 ] |
| 21 février   | Admiral Schofield            | Magic d'Orlando                 | Contrat partiellement garanti de 2 503 746 $ sur 2 ans. (Two-way contract converti en contrat standard)  | [ 177 ] |
| 24 février   | Jordan Goodwin               | Wizards de Washington           | Contrat partiellement garanti de 4 443 852 $ sur 3 ans. (Two-way contract converti en contrat standard)  | [ 178 ] |
| 24 février   | Ishmail Wainright            | Suns de Phoenix                 | Contrat partiellement garanti de 2 351 508 $ sur 2 ans. (Two-way contract converti en contrat standard)  | [ 179 ] |
| 25 février   | P. J. Dozier                 | Kings de Sacramento             | Contrat de 539 450 $ jusqu'à la fin de la saison. (Après deux contrats de 10 jours)                      | [ 180 ] |
| 26 février   | Michael Carter-Williams      | Magic d'Orlando                 | Contrat non-garanti de 3 703 973 $ sur 2 ans.                                                            | [ 181 ] |
| 26 février   | Bryce McGowens               | Hornets de Charlotte            | Contrat partiellement garanti de 7 002 014 $ sur 4 ans. (Two-way contract converti en contrat standard)  | [ 182 ] |
| 27 février   | Lindy Waters III             | Thunder d'Oklahoma City         | Contrat partiellement garanti de 6 289 504 $ sur 2 ans. (Two-way contract converti en contrat standard)  | [ 183 ] |
| 3 mars       | Carlik Jones                 | Bulls de Chicago                | Contrat partiellement garanti de 4 377 957 $ sur 3 ans. (Two-way contract converti en contrat standard)  | [ 184 ] |
| 14 mars      | Kris Dunn                    | Jazz de l'Utah                  | Contrat non-garanti de 3 322 303 $ sur 2 ans. (Après deux contrats de 10 jours)                          | [ 185 ] |
| 14 mars      | Meyers Leonard               | Bucks de Milwaukee              | Contrat de 409 916 $ jusqu'à la fin de la saison. (Après deux contrats de 10 jours)                      | [ 186 ] |
| 14 mars      | Sam Merrill                  | Cavaliers de Cleveland          | Contrat non-garanti de 5 012 231 $ sur 3 ans. (Après un contrat de 10 jours)                             | [ 187 ] |
| 17 mars      | Anthony Lamb                 | Warriors de Golden State        | Contrat de 253 254 $ jusqu'à la fin de la saison. (Two-way contract converti en contrat standard)        | [ 188 ] |
| 23 mars      | Eugene Omoruyi               | Pistons de Détroit              | Contrat de 169 445 $ jusqu'à la fin de la saison. (Après deux contrats de 10 jours)                      | [ 189 ] |
| 26 mars      | DaQuan Jeffries              | Knicks de New York              | Contrat non-garanti de 2 366 585 $ sur 2 ans. (Après deux contrats de 10 jours)                          | [ 190 ] |

#### Agents libres
|     | Joueur ayant signé un contrat Exhibit 10, pour intégrer le camp d'entraînement de l'équipe. |
| RFA | Agent libre restreint.                                                                      |

| Date         | Joueur                  | Équipe                          | Provenance                                 | Contrat                                                         | Ref.    |
| ------------ | ----------------------- | ------------------------------- | ------------------------------------------ | --------------------------------------------------------------- | ------- |
| 24 juin      | Adonis Arms             | Nuggets de Denver               | Red Raiders de Texas Tech (NCAA)           | Contrat non-garanti de 1 017 781 $ sur 1 an.                    | [ 191 ] |
| 24 juin      | Kofi Cockburn           | Jazz de l'Utah                  | Fighting Illini de l'Illinois (NCAA)       | Contrat non-garanti de 1 017 781 $ sur 1 an.                    | [ 192 ] |
| 24 juin      | Louis King              | Suns de Phoenix                 | Knicks de Westchester (NBA G-League)       | Contrat non-garanti de 1 836 090 $ sur 1 an.                    | [ 193 ] |
| 24 juin      | Darryl Morsell          | Jazz de l'Utah                  | Golden Eagles de Marquette (NCAA)          | Contrat non-garanti de 1 017 781 $ sur 1 an.                    | [ 192 ] |
| 24 juin      | Phillip Wheeler         | Timberwolves du Minnesota       | Capitanes de Mexico (NBA G-League)         | Contrat non-garanti de 1 017 781 $ sur 1 an.                    | [ 194 ] |
| 27 juin      | Jeenathan Williams      | Jazz de l'Utah                  | Bulls de Buffalo (NCAA)                    | Contrat non-garanti de 1 017 781 $ sur 1 an.                    | [ 195 ] |
| 28 juin      | David McCormack (en)    | Timberwolves du Minnesota       | Jayhawks du Kansas (NCAA)                  | Contrat non-garanti de 1 017 781 $ sur 1 an.                    | [ 196 ] |
| 30 juin      | JaVale McGee            | Mavericks de Dallas             | Suns de Phoenix                            | Contrat de 17 202 840 $ sur 3 ans.                              | [ 197 ] |
| 1er juillet  | Troy Brown Jr.          | Lakers de Los Angeles           | Bulls de Chicago                           | Contrat de 1 968 185 $ sur 1 an.                                | [ 198 ] |
| 1er juillet  | Donte DiVincenzo        | Warriors de Golden State        | Kings de Sacramento                        | Contrat de 9 225 000 $ sur 2 ans.                               | [ 199 ] |
| 1er juillet  | Damian Jones            | Lakers de Los Angeles           | Kings de Sacramento                        | Contrat de 4 720 468 $ sur 2 ans.                               | [ 198 ] |
| 1er juillet  | Trevelin Queen          | 76ers de Philadelphie           | Rockets de Houston                         | Contrat partiellement garanti de 3 565 862 $ sur 2 ans.         | [ 200 ] |
| 1er juillet  | Juan Toscano-Anderson   | Lakers de Los Angeles           | Warriors de Golden State                   | Contrat de 1 902 142 $ sur 1 an.                                | [ 198 ] |
| 5 juillet    | Damion Lee              | Suns de Phoenix                 | Warriors de Golden State                   | Contrat de 2 133 278 $ sur 1 an.                                | [ 201 ] |
| 5 juillet    | Josh Okogie             | Suns de Phoenix                 | Timberwolves du Minnesota                  | Contrat de 1 968 175 $ sur 1 an.                                | [ 202 ] |
| 5 juillet    | Isaiah Roby             | Spurs de San Antonio            | Thunder d'Oklahoma City                    | Contrat de 1 930 681 $ sur 1 an.                                | [ 203 ] |
| 6 juillet    | Thomas Bryant           | Lakers de Los Angeles           | Wizards de Washington                      | Contrat de 2 133 278 $ sur 1 an.                                | [ 204 ] |
| 6 juillet    | Andre Drummond          | Bulls de Chicago                | Nets de Brooklyn                           | Contrat de 6 560 000 $ sur 2 ans.                               | [ 205 ] |
| 6 juillet    | Aaron Holiday           | Hawks d'Atlanta                 | Suns de Phoenix                            | Contrat de 1 968 175 $ sur 1 an.                                | [ 206 ] |
| 6 juillet    | Danuel House            | 76ers de Philadelphie           | Jazz de l'Utah                             | Contrat de 8 415 250 $ sur 2 ans.                               | [ 207 ] |
| 6 juillet    | Joe Ingles              | Bucks de Milwaukee              | Trail Blazers de Portland                  | Contrat de 6 479 000 $ sur 1 an.                                | [ 208 ] |
| 6 juillet    | Malik Monk              | Kings de Sacramento             | Lakers de Los Angeles                      | Contrat de 19 418 049 $ sur 2 ans.                              | [ 209 ] |
| 6 juillet    | Gary Payton II          | Trail Blazers de Portland       | Warriors de Golden State                   | Contrat de 26 145 000 $ sur 3 ans.                              | [ 210 ] |
| 6 juillet    | Otto Porter             | Raptors de Toronto              | Warriors de Golden State                   | Contrat de 12 400 000 $ sur 2 ans.                              | [ 211 ] |
| 6 juillet    | P. J. Tucker            | 76ers de Philadelphie           | Heat de Miami                              | Contrat de 33 043 500 $ sur 3 ans.                              | [ 212 ] |
| 6 juillet    | Lonnie Walker IV        | Lakers de Los Angeles           | Spurs de San Antonio                       | Contrat de 6 479 000 $ sur 1 an.                                | [ 213 ] |
| 6 juillet    | Delon Wright            | Wizards de Washington           | Hawks d'Atlanta                            | Contrat de 16 000 000 $ sur 2 ans.                              | [ 214 ] |
| 7 juillet    | Bruce Brown             | Nuggets de Denver               | Nets de Brooklyn                           | Contrat de 13 281 950 $ sur 2 ans.                              | [ 215 ] |
| 7 juillet    | Robin Lopez             | Cavaliers de Cleveland          | Magic d'Orlando                            | Contrat de 2 905 865 $ sur 1 an.                                | [ 216 ] |
| 7 juillet    | Orlando Robinson        | Heat de Miami                   | Bulldogs de Fresno State (NCAA)            | Contrat non-garanti de 1 017 781 $ sur 1 an.                    | [ 217 ] |
| 7 juillet    | T. J. Warren            | Nets de Brooklyn                | Pacers de l'Indiana                        | Contrat de 2 628 597 $ sur 1 an.                                | [ 218 ] |
| 8 juillet    | Kyle Anderson           | Timberwolves du Minnesota       | Grizzlies de Memphis                       | Contrat de 18 000 000 $ sur 2 ans.                              | [ 219 ] |
| 8 juillet    | Raul Neto               | Cavaliers de Cleveland          | Wizards de Washington                      | Contrat de 2 463 502 $ sur 1 ans.                               | [ 220 ] |
| 8 juillet    | Ricky Rubio             | Cavaliers de Cleveland          | Pacers de l'Indiana                        | Contrat partiellement garanti de 18 439 026 $ sur 3 ans.        | [ 221 ] |
| 8 juillet    | Edmond Sumner           | Nets de Brooklyn                | Pacers de l'Indiana                        | Contrat partiellement garanti de 4 208 118 $ sur 2 ans.         | [ 222 ] |
| 8 juillet    | John Wall               | Clippers de Los Angeles         | Rockets de Houston                         | Contrat de 13 200 000 $ sur 2 ans.                              | [ 223 ] |
| 9 juillet    | Moses Brown             | Clippers de Los Angeles         | Cavaliers de Cleveland                     | Contrat non-garanti de 1 902 133 $ sur 1 an.                    | [ 120 ] |
| 9 juillet    | Javon Freeman-Liberty   | Bulls de Chicago                | Blue Demons de DePaul (NCAA)               | Contrat non-garanti de 1 017 781 $ sur 1 an.                    | [ 224 ] |
| 9 juillet    | Kellan Grady            | Nuggets de Denver               | Wildcats du Kentucky (NCAA)                | Contrat non-garanti de 1 017 781 $ sur 1 an.                    | [ 225 ] |
| 10 juillet   | Michael Foster Jr.      | 76ers de Philadelphie           | NBA G League Ignite (NBA G-League)         | Contrat non-garanti de 1 017 781 $ sur 1 an.                    | [ 226 ] |
| 12 juillet   | Jalen Brunson           | Knicks de New York              | Mavericks de Dallas                        | Contrat de 104 000 000 $ sur 4 ans.                             | [ 227 ] |
| 12 juillet   | Bryn Forbes             | Timberwolves du Minnesota       | Nuggets de Denver                          | Contrat de 2 298 385 $ sur 1 an.                                | [ 228 ] |
| 12 juillet   | Danilo Gallinari        | Celtics de Boston               | Spurs de San Antonio                       | Contrat de 13 281 950 $ sur 2 ans.                              | [ 229 ] |
| 12 juillet   | Isaiah Hartenstein      | Knicks de New York              | Clippers de Los Angeles                    | Contrat de 16 000 000 $ sur 2 ans.                              | [ 230 ] |
| 12 juillet   | DeAndre Jordan          | Nuggets de Denver               | 76ers de Philadelphie                      | Contrat de 2 905 851 $ sur 1 an.                                | [ 231 ] |
| 12 juillet   | Frank Kaminsky          | Hawks d'Atlanta                 | Suns de Phoenix                            | Contrat de 2 463 490 $ sur 1 an.                                | [ 232 ] |
| 14 juillet   | Jamaree Bouyea          | Heat de Miami                   | Dons de San Francisco (NCAA)               | Contrat non-garanti de 1 017 781 $ sur 1 an.                    | [ 233 ] |
| 16 juillet   | Jamal Cain              | Heat de Miami                   | Oakland Golden Grizzlies (NCAA)            | Contrat non-garanti de 1 017 781 $ sur 1 an.                    | [ 234 ] |
| 18 juillet   | Chima Moneke            | Kings de Sacramento             | Bàsquet Manresa                            | Contrat partiellement garanti de 2 737 645 $ sur 2 ans.         | [ 235 ] |
| 19 juillet   | Taj Gibson              | Wizards de Washington           | Knicks de New York                         | Contrat de 2 905 851 $ sur 1 an.                                | [ 236 ] |
| 21 juillet   | Austin Rivers           | Timberwolves du Minnesota       | Nuggets de Denver                          | Contrat de 2 905 851 $ sur 1 an.                                | [ 237 ] |
| 22 juillet   | Mac McClung             | Warriors de Golden State        | Lakers de Los Angeles                      | Contrat non-garanti de 1 637 966 $ sur 1 an.                    | [ 238 ] |
| 22 juillet   | Trevion Williams        | Warriors de Golden State        | Boilermakers de Purdue (NCAA)              | Contrat non-garanti de 1 017 781 $ sur 1 an.                    | [ 239 ] |
| 24 juillet   | Javante McCoy           | Lakers de Los Angeles           | Terriers de Boston (NCAA)                  | Contrat non-garanti de 1 017 781 $ sur 1 an.                    | [ 240 ] |
| 24 juillet   | Fabian White Jr.        | Lakers de Los Angeles           | Cougars de Houston (NCAA)                  | Contrat non-garanti de 1 017 781 $ sur 1 an.                    | [ 240 ] |
| 25 juillet   | Pat Spencer             | Warriors de Golden State        | Go-Go de Capital City (NBA G-League)       | Contrat non-garanti de 1 017 781 $ sur 1 an.                    | [ 241 ] |
| 26 juillet   | Drake Jeffries          | Magic d'Orlando                 | Cowboys du Wyoming (NCAA)                  | Contrat non-garanti de 1 017 781 $ sur 1 an.                    | [ 242 ] |
| 27 juillet   | Simone Fontecchio       | Jazz de l'Utah                  | Saski Baskonia                             | Contrat de 6 250 000 $ sur 2 ans.                               | [ 243 ] |
| 27 juillet   | Jay Huff                | Lakers de Los Angeles           | Lakers de South Bay (NBA G-League)         | Contrat non-garanti de 1 017 781 $ sur 1 an.                    | [ 244 ] |
| 28 juillet   | Juan Hernangómez        | Raptors de Toronto              | Jazz de l'Utah                             | Contrat de 2 298 385 $ sur 1 an.                                | [ 245 ] |
| 29 juillet   | Matthew Dellavedova     | Kings de Sacramento             | Melbourne United                           | Contrat partiellement garanti de 2 641 682 $ sur 1 an.          | [ 246 ] |
| 1er août     | JaMychal Green          | Warriors de Golden State        | Thunder d'Oklahoma City                    | Contrat de 2 628 597 $ sur 1 an.                                | [ 247 ] |
| 1er août     | Kevin Knox              | Pistons de Détroit              | Hawks d'Atlanta                            | Contrat de 6 000 000 $ sur 2 ans.                               | [ 137 ] |
| 2 août       | Goran Dragić            | Bulls de Chicago                | Nets de Brooklyn                           | Contrat de 2 905 865 $ sur 1 an.                                | [ 248 ] |
| 2 août       | C. J. Elleby            | Timberwolves du Minnesota       | Trail Blazers de Portland                  | Contrat non-garanti de 1 836 090 $ sur 1 an.                    | [ 249 ] |
| 3 août       | Gabe Brown              | Raptors de Toronto              | Spartans de Michigan State (NCAA)          | Contrat non-garanti de 1 017 781 $ sur 1 an.                    | [ 250 ] |
| 3 août       | Norvel Pelle            | Trail Blazers de Portland       | Charge de Cleveland (NBA G-League)         | Contrat non-garanti de 1 902 133 $ sur 1 an.                    | [ 251 ] |
| 9 août       | Gorgui Dieng            | Spurs de San Antonio            | Hawks d'Atlanta                            | Contrat de 2 641 682 $ sur 1 an.                                | [ 252 ] |
| 10 août      | Makur Maker             | Wizards de Washington           | Sydney Kings                               | Contrat non-garanti de 1 017 781 $ sur 1 an.                    | [ 253 ] |
| 12 août      | Sam Merrill             | Kings de Sacramento             | Grizzlies de Memphis                       | Contrat partiellement garanti de 3 833 328 $ sur 2 ans.         | [ 254 ] |
| 15 août      | Mouhamadou Gueye        | Mavericks de Dallas             | Panthers de Pittsburgh (NCAA)              | Contrat non-garanti de 1 017 781 $ sur 1 an.                    | [ 255 ] |
| 15 août      | McKinley Wright IV      | Mavericks de Dallas             | Timberwolves du Minnesota                  | Contrat non-garanti de 1 637 966 $ sur 1 an.                    | [ 255 ] |
| 16 août      | Tyler Hall              | Mavericks de Dallas             | Knicks de Westchester (NBA G-League)       | Contrat non-garanti de 1 637 966 $ sur 1 an.                    | [ 256 ] |
| 16 août      | Carlik Jones            | Bulls de Chicago                | Legends du Texas (NBA G-League)            | Contrat non-garanti de 1 637 966 $ sur 1 an.                    | [ 257 ] |
| 18 août      | Deividas Sirvydis       | Pacers de l'Indiana             | Cruise de Motor City (NBA-G League)        | Contrat non-garanti de 1 836 090 $ sur 1 an.                    | [ 258 ] |
| 22 août      | Tyson Etienne           | Hawks d'Atlanta                 | Shockers de Wichita State (NCAA)           | Contrat non-garanti de 1 017 781 $ sur 1 an.                    | [ 259 ] |
| 22 août      | Chris Silva             | Hawks d'Atlanta                 | Wolves de l'Iowa (NBA G-League)            | Contrat non-garanti de 1 902 133 $ sur 1 an.                    | [ 260 ] |
| 23 août      | Luka Garza              | Timberwolves du Minnesota       | Pistons de Détroit                         | Contrat non-garanti de 1 637 966 $ sur 1 an.                    | [ 261 ] |
| 24 août      | Bruno Caboclo           | Celtics de Boston               | São Paulo FC                               | Contrat non-garanti de 2 463 490 $ sur 1 an.                    | [ 262 ] |
| 26 août      | Alize Johnson           | Spurs de San Antonio            | Pelicans de La Nouvelle-Orléans            | Contrat non-garanti de 1 968 175 $ sur 1 an.                    | [ 263 ] |
| 26 août      | Tommy Kuhse             | Spurs de San Antonio            | Gaels de Saint Mary (NCAA)                 | Contrat non-garanti de 1 017 781 $ sur 1 an.                    | [ 264 ] |
| 26 août      | Justin Tillman          | Nuggets de Denver               | Gigantes de Carolina                       | Contrat non-garanti de 1 637 966 $ sur 1 an.                    | [ 265 ] |
| 28 août      | Yuta Watanabe           | Nets de Brooklyn                | Raptors de Toronto                         | Contrat non-garanti de 1 968 175 $ sur 1 an.                    | [ 266 ] |
| 31 août      | Josh Jackson            | Raptors de Toronto              | Kings de Sacramento                        | Contrat non-garanti de 2 133 278 $ sur 1 an.                    | [ 267 ] |
| 7 septembre  | Devontae Cacok          | Trail Blazers de Portland       | Spurs de San Antonio                       | Contrat non-garanti de 1 902 133 $ sur 1 an.                    | [ 268 ] |
| 7 septembre  | Isaiah Miller           | Trail Blazers de Portland       | Wolves de l'Iowa (NBA G-League)            | Contrat non-garanti de 1 017 781 $ sur 1 an.                    | [ 268 ] |
| 7 septembre  | Markieff Morris         | Nets de Brooklyn                | Heat de Miami                              | Contrat de 2 905 851 $ sur 1 an.                                | [ 269 ] |
| 7 septembre  | Jared Rhoden            | Trail Blazers de Portland       | Pirates de Seton Hall (NCAA)               | Contrat non-garanti de 1 017 781 $ sur 1 an.                    | [ 268 ] |
| 7 septembre  | Olivier Sarr            | Trail Blazers de Portland       | Thunder d'Oklahoma City                    | Contrat non-garanti de 1 637 966 $ sur 1 an.                    | [ 268 ] |
| 7 septembre  | Noah Vonleh             | Celtics de Boston               | Shanghai Sharks                            | Contrat non-garanti de 2 463 490 $ sur 1 an.                    | [ 270 ] |
| 8 septembre  | DJ Steward              | Kings de Sacramento             | Kings de Stockton (NBA G-League)           | Contrat partiellement garanti de 1 017 781 $ sur 1 an.          | [ 271 ] |
| 9 septembre  | John Petty Jr.          | Pelicans de La Nouvelle-Orléans | Squadron de Birmingham (NBA G-League)      | Contrat non-garanti de 1 017 781 $ sur 1 an.                    | [ 272 ] |
| 9 septembre  | Jamorko Pickett         | Cavaliers de Cleveland          | Pistons de Détroit                         | Contrat non-garanti de 1 637 966 $ sur 1 an.                    | [ 144 ] |
| 9 septembre  | Daeqwon Plowden         | Pelicans de La Nouvelle-Orléans | Falcons de Bowling Green (NCAA)            | Contrat non-garanti de 1 017 781 $ sur 1 an.                    | [ 272 ] |
| 9 septembre  | Jerome Robinson         | Warriors de Golden State        | Warriors de Santa Cruz (NBA G-League)      | Contrat non-garanti de 1 836 090 $ sur 1 an.                    | [ 273 ] |
| 9 septembre  | Dereon Seabron          | Pelicans de La Nouvelle-Orléans | Wolfpack de North Carolina State (NCAA)    | Contrat non-garanti de 1 017 781 $ sur 1 an.                    | [ 272 ] |
| 12 septembre | Joël Ayayi              | Magic d'Orlando                 | Go-Go de Capital City (NBA G-League)       | Contrat non-garanti de 1 637 966 $ sur 1 an.                    | [ 274 ] |
| 12 septembre | Jalen Crutcher          | Hornets de Charlotte            | Swarm de Greensboro (NBA G-League)         | Contrat non-garanti de 1 017 781 $ sur 1 an.                    | [ 275 ] |
| 12 septembre | Anthony Duruji          | Hornets de Charlotte            | Gators de la Floride (NCAA)                | Contrat non-garanti de 1 017 781 $ sur 1 an.                    | [ 275 ] |
| 12 septembre | Jaylen Sims             | Hornets de Charlotte            | UNC Wilmington Seahawks (NCAA)             | Contrat non-garanti de 1 017 781 $ sur 1 an.                    | [ 275 ] |
| 12 septembre | Isaiah Whaley           | Hornets de Charlotte            | Huskies du Connecticut (NCAA)              | Contrat non-garanti de 1 017 781 $ sur 1 an.                    | [ 275 ] |
| 13 septembre | Jordan Goodwin          | Wizards de Washington           | Go-Go de Capital City (NBA G-League)       | Contrat non-garanti de 1 017 781 $ sur 1 an.                    | [ 276 ] |
| 13 septembre | Montrezl Harrell        | 76ers de Philadelphie           | Hornets de Charlotte                       | Contrat de 5 223 516 $ sur 2 ans.                               | [ 277 ] |
| 13 septembre | Quenton Jackson         | Wizards de Washington           | Aggies de Texas A&M (NCAA)                 | Contrat non-garanti de 1 017 781 $ sur 1 an.                    | [ 278 ] |
| 13 septembre | Davion Mintz            | Wizards de Washington           | Wildcats du Kentucky (NCAA)                | Contrat non-garanti de 1 017 781 $ sur 1 an.                    | [ 279 ] |
| 13 septembre | Micah Potter            | Pistons de Détroit              | Skyforce de Sioux Falls (NBA G-League)     | Contrat non-garanti de 1 637 966 $ sur 1 an.                    | [ 280 ] |
| 14 septembre | Paris Bass              | Jazz de l'Utah                  | Lakers de South Bay (NBA G-League)         | Contrat non-garanti de 1 637 966 $ sur 1 an.                    | [ 281 ] |
| 14 septembre | KZ Okpala               | Kings de Sacramento             | Thunder d'Oklahoma City                    | Contrat partiellement garanti de 3 968 718 $ sur 2 ans.         | [ 282 ] |
| 14 septembre | Keifer Sykes            | Pistons de Détroit              | Skyforce de Sioux Falls (NBA G-League)     | Contrat non-garanti de 1 637 966 $ sur 1 an.                    | [ 283 ] |
| 15 septembre | Justin Jackson          | Celtics de Boston               | Legends du Texas (NBA G-League)            | Contrat non-garanti de 2 133 278 $ sur 1 an.                    | [ 284 ] |
| 15 septembre | DaQuan Jeffries         | Knicks de New York              | Skyhawks de College Park (NBA G-League)    | Contrat non-garanti de 1 902 133 $ sur 1 an.                    | [ 285 ] |
| 15 septembre | Jake Layman             | Celtics de Boston               | Timberwolves du Minnesota                  | Contrat non-garanti de 2 298 385 $ sur 1 an.                    | [ 284 ] |
| 15 septembre | Denzel Valentine        | Celtics de Boston               | Celtics du Maine (NBA G-League)            | Contrat non-garanti de 2 298 385 $ sur 1 an.                    | [ 284 ] |
| 15 septembre | Keaton Wallace          | Clippers de Los Angeles         | Clippers d'Ontario (NBA G-League)          | Contrat non-garanti de 1 017 781 $ sur 1 an.                    | [ 286 ] |
| 16 septembre | Bennie Boatwright       | Pacers de l'Indiana             | Mad Ants de Fort Wayne (NBA-G League)      | Contrat non-garanti de 1 017 781 $ sur 1 an.                    | [ 287 ] |
| 16 septembre | Chris Chiozza           | Nets de Brooklyn                | Warriors de Golden State                   | Contrat non-garanti de 1 968 175 $ sur 1 an.                    | [ 288 ] |
| 16 septembre | Malik Ellison           | Hawks d'Atlanta                 | Skyhawks de College Park (NBA G-League)    | Contrat non-garanti de 1 637 966 $ sur 1 an.                    | [ 289 ] |
| 16 septembre | James Johnson           | Pacers de l'Indiana             | Nets de Brooklyn                           | Contrat non-garanti de 2 905 851 $ sur 1 an.                    |         |
| 16 septembre | David Stockton          | Pacers de l'Indiana             | Hustle de Memphis (NBA-G League)           | Contrat non-garanti de 1 836 090 $ sur 1 an.                    | [ 287 ] |
| 16 septembre | Dennis Schröder         | Lakers de Los Angeles           | Wizards de Washington                      | Contrat de 2 641 682 $ sur 1 an.                                | [ 290 ] |
| 17 septembre | Rob Edwards             | Bucks de Milwaukee              | Herd du Wisconsin (NBA G-League)           | Contrat non-garanti de 1 637 966 $ sur 1 an.                    | [ 291 ] |
| 18 septembre | Sviatoslav Mykhaïliouk  | Knicks de New York              | Raptors de Toronto                         | Contrat partiellement garanti de 1 968 175 $ sur 1 an.          | [ 292 ] |
| 19 septembre | Álex Antetokoúnmpo      | Bucks de Milwaukee              | Raptors 905 (NBA G-League)                 | Contrat non-garanti de 1 017 781 $ sur 1 an.                    | [ 293 ] |
| 19 septembre | Michael Devoe           | Clippers de Los Angeles         | Yellow Jackets de Georgia Tech (NCAA)      | Contrat non-garanti de 1 017 781 $ sur 1 an.                    | [ 294 ] |
| 19 septembre | Ibou Dianko Badji       | Bucks de Milwaukee              | Força Lleida CE                            | Contrat non-garanti de 1 017 781 $ sur 1 an.                    | [ 295 ] |
| 19 septembre | Kyler Edwards           | Pistons de Détroit              | Cougars de Houston (NCAA)                  | Contrat non-garanti de 1 017 781 $ sur 1 an.                    | [ 296 ] |
| 19 septembre | Nate Hinton             | Cavaliers de Cleveland          | Pacers de l'Indiana                        | Contrat non-garanti de 1 836 090 $ sur 1 an.                    | [ 297 ] |
| 19 septembre | Iverson Molinar         | Bucks de Milwaukee              | Bulldogs de Mississippi State (NCAA)       | Contrat non-garanti de 1 017 781 $ sur 1 an.                    | [ 295 ] |
| 19 septembre | Lucas Williamson        | Clippers de Los Angeles         | Ramblers de Loyola (NCAA)                  | Contrat non-garanti de 1 017 781 $ sur 1 an.                    | [ 294 ] |
| 19 septembre | Marcus Zegarowski       | Nets de Brooklyn                | Nets de Long Island (NBA G-League)         | Contrat non-garanti de 1 017 781 $ sur 1 an.                    | [ 298 ] |
| 20 septembre | Sharife Cooper          | Cavaliers de Cleveland          | Hawks d'Atlanta                            | Contrat non-garanti de 1 637 966 $ sur 1 an.                    | [ 299 ] |
| 20 septembre | Mamadi Diakite          | Cavaliers de Cleveland          | Pacers de l'Indiana                        | Contrat non-garanti de 1 836 090 $ sur 1 an.                    | [ 300 ] |
| 20 septembre | Dru Smith               | Heat de Miami                   | Skyforce de Sioux Falls (NBA G-League)     | Contrat non-garanti de 1 017 781 $ sur 1 an.                    | [ 301 ] |
| 21 septembre | Kent Bazemore           | Kings de Sacramento             | Lakers de Los Angeles                      | Contrat non-garanti de 2 905 851 $ sur 1 an.                    | [ 302 ] |
| 21 septembre | Marcus Bingham          | Mavericks de Dallas             | Spartans de Michigan State (NCAA)          | Contrat non-garanti de 1 017 781 $ sur 1 an.                    | [ 303 ] |
| 21 septembre | Marques Bolden          | Bucks de Milwaukee              | Stars de Salt Lake City (NBA G-League)     | Contrat non-garanti de 1 836 090 $ sur 1 an.                    | [ 304 ] |
| 21 septembre | Quinn Cook              | Kings de Sacramento             | Lokomotiv Kouban-Krasnodar                 | Contrat non-garanti de 2 133 278 $ sur 1 an.                    | [ 302 ] |
| 21 septembre | Dusty Hannahs           | Warriors de Golden State        | Adelaide 36ers                             | Contrat non-garanti de 1 836 090 $ sur 1 an.                    | [ 305 ] |
| 21 septembre | Frank Jackson           | Suns de Phoenix                 | Pistons de Détroit                         | Contrat non-garanti de 2 133 278 $ sur 1 an.                    | [ 306 ] |
| 21 septembre | Quinton Rose            | Knicks de New York              | Knicks de Westchester (NBA G-League)       | Contrat non-garanti de 1 017 781 $ sur 1 an.                    | [ 307 ] |
| 21 septembre | D. J. Stewart Jr.       | Mavericks de Dallas             | Skyforce de Sioux Falls (NBA G-League)     | Contrat non-garanti de 1 637 966 $ sur 1 an.                    | [ 303 ] |
| 21 septembre | M.J. Walker             | Knicks de New York              | Knicks de Westchester (NBA G-League)       | Contrat non-garanti de 1 017 781 $ sur 1 an.                    | [ 308 ] |
| 22 septembre | Armoni Brooks           | Hawks d'Atlanta                 | Raptors de Toronto                         | Contrat non-garanti de 1 836 090 $ sur 1 an.                    | [ 309 ] |
| 22 septembre | Luka Šamanić            | Celtics de Boston               | Knicks de New York                         | Contrat non-garanti de 1 836 090 $ sur 1 an.                    | [ 310 ] |
| 23 septembre | Justin Bean             | Grizzlies de Memphis            | Aggies d'Utah State (NCAA)                 | Contrat non-garanti de 1 017 781 $ sur 1 an.                    | [ 311 ] |
| 23 septembre | Garrison Brooks         | Knicks de New York              | Bulldogs de Mississippi State (NCAA)       | Contrat non-garanti de 1 017 781 $ sur 1 an.                    | [ 312 ] |
| 23 septembre | Langston Galloway       | Pacers de l'Indiana             | Skyhawks de College Park (NBA-G League)    | Contrat non-garanti de 2 905 851 $ sur 1 an.                    | [ 148 ] |
| 23 septembre | Jacob Gilyard           | Grizzlies de Memphis            | Spiders de Richmond (NCAA)                 | Contrat non-garanti de 1 017 781 $ sur 1 an.                    | [ 311 ] |
| 23 septembre | RaiQuan Gray            | Nets de Brooklyn                | Nets de Long Island (NBA G-League)         | Contrat non-garanti de 1 017 781 $ sur 1 an.                    | [ 313 ] |
| 23 septembre | Wes Iwundu              | Trail Blazers de Portland       | Charge de Cleveland (NBA G-League)         | Contrat non-garanti de 2 298 385 $ sur 1 an.                    | [ 314 ] |
| 23 septembre | Nuni Omot               | Knicks de New York              | Leones de Ponce                            | Contrat non-garanti de 1 017 781 $ sur 1 an.                    | [ 315 ] |
| 23 septembre | Norvel Pelle            | Pacers de l'Indiana             | Trail Blazers de Portland                  | Contrat non-garanti de 1 902 133 $ sur 1 an.                    | [ 148 ] |
| 23 septembre | Dennis Smith Jr.        | Hornets de Charlotte            | Trail Blazers de Portland                  | Contrat non-garanti de 2 133 278 $ sur 1 an.                    | [ 316 ] |
| 24 septembre | John Butler             | Pelicans de La Nouvelle-Orléans | Seminoles de Florida State (NCAA)          | Contrat non-garanti de 1 017 781 $ sur 1 an.                    | [ 317 ] |
| 24 septembre | Zylan Cheatham          | Pelicans de La Nouvelle-Orléans | Squadron de Birmingham (NBA G-League)      | Contrat non-garanti de 1 836 090 $ sur 1 an.                    | [ 317 ] |
| 24 septembre | Aleem Ford              | Magic d'Orlando                 | Leones de Ponce                            | Contrat non-garanti de 1 637 966 $ sur 1 an.                    | [ 318 ] |
| 24 septembre | Timothé Luwawu-Cabarrot | Suns de Phoenix                 | Hawks d'Atlanta                            | Contrat non-garanti de 2 298 385 $ sur 1 an.                    | [ 319 ] |
| 24 septembre | Juwan Morgan            | Clippers de Los Angeles         | Pacers de l'Indiana                        | Contrat non-garanti de 1 902 133 $ sur 1 an.                    | [ 320 ] |
| 24 septembre | Zavier Simpson          | Magic d'Orlando                 | Thunder d'Oklahoma City                    | Contrat non-garanti de 1 637 966 $ sur 1 an.                    | [ 318 ] |
| 24 septembre | Keaton Wallace          | Clippers de Los Angeles         | Clippers d'Ontario (NBA G-League)          | Contrat non-garanti de 1 017 781 $ sur 1 an.                    | [ 321 ] |
| 25 septembre | Jalen Harris            | Knicks de New York              | Scarborough Shooting Stars                 | Contrat non-garanti de 1 637 966 $ sur 1 an.                    | [ 322 ] |
| 25 septembre | Cody Zeller             | Jazz de l'Utah                  | Trail Blazers de Portland                  | Contrat non-garanti de 2 641 682 $ sur 1 an.                    | [ 323 ] |
| 26 septembre | Kostas Antetokounmpo    | Bulls de Chicago                | ASVEL Lyon-Villeurbanne                    | Contrat non-garanti de 1 836 090 $ sur 1 an.                    | [ 324 ] |
| 26 septembre | Dwayne Bacon            | Lakers de Los Angeles           | AS Monaco                                  | Contrat non-garanti de 1 968 175 $ sur 1 an.                    | [ 325 ] |
| 26 septembre | LiAngelo Ball           | Hornets de Charlotte            | Swarm de Greensboro (NBA G-League)         | Contrat non-garanti de 1 017 781 $ sur 1 an.                    | [ 326 ] |
| 26 septembre | Jules Bernard           | Pistons de Détroit              | Bruins de l'UCLA (NCAA)                    | Contrat non-garanti de 1 017 781 $ sur 1 an.                    | [ 327 ] |
| 26 septembre | P. J. Dozier            | Timberwolves du Minnesota       | Magic d'Orlando                            | Contrat non-garanti de 2 133 278 $ sur 1 an.                    | [ 328 ] |
| 26 septembre | Grant Golden            | Nuggets de Denver               | Spiders de Richmond (NCAA)                 | Contrat non-garanti de 1 017 781 $ sur 1 an.                    | [ 329 ] |
| 26 septembre | Matt Ryan               | Lakers de Los Angeles           | Celtics de Boston                          | Contrat non-garanti de 1 637 966 $ sur 1 an.                    | [ 325 ] |
| 26 septembre | Stanley Umude           | Pistons de Détroit              | Razorbacks de l'Arkansas (NCAA)            | Contrat non-garanti de 1 017 781 $ sur 1 an.                    | [ 327 ] |
| 28 septembre | Devon Dotson            | Wizards de Washington           | Go-Go de Capital City (NBA G-League)       | Contrat non-garanti de 1 836 090 $ sur 1 an.                    | [ 330 ] |
| 30 septembre | Kaiser Gates            | Nets de Brooklyn                | Hapoël Jérusalem                           | Contrat non-garanti de 1 017 781 $ sur 1 an.                    | [ 331 ] |
| 1er octobre  | Brandon Rachal          | Nets de Brooklyn                | Nets de Long Island (NBA G-League)         | Contrat non-garanti de 1 017 781 $ sur 1 an.                    | [ 332 ] |
| 2 octobre    | Sacha Killeya-Jones     | Thunder d'Oklahoma City         | Hapoel Gilboa Galil                        | Contrat non-garanti de 1 017 781 $ sur 1 an.                    | [ 333 ] |
| 3 octobre    | Blake Griffin           | Celtics de Boston               | Nets de Brooklyn                           | Contrat de 2 905 851 $ sur 1 an.                                | [ 334 ] |
| 4 octobre    | Robert Woodard II       | Thunder d'Oklahoma City         | Spurs de San Antonio                       | Contrat non-garanti de 1 836 090 $ sur 1 an.                    | [ 335 ] |
| 5 octobre    | Nate Darling            | Clippers de Los Angeles         | Clippers d'Ontario (NBA G-League)          | Contrat non-garanti de 1 637 966 $ sur 1 an.                    | [ 336 ] |
| 5 octobre    | Malik Fitts             | Clippers de Los Angeles         | Pacers de l'Indiana                        | Contrat non-garanti de 1 836 090 $ sur 1 an.                    | [ 336 ] |
| 5 octobre    | Ty Jerome               | Warriors de Golden State        | Rockets de Houston                         | Contrat non-garanti de 1 902 133 $ sur 1 an.                    | [ 337 ] |
| 5 octobre    | Anthony Lamb            | Warriors de Golden State        | Rockets de Houston                         | Contrat non-garanti de 1 836 090 $ sur 1 an.                    | [ 337 ] |
| 6 octobre    | Xavier Sneed            | Hornets de Charlotte            | Jazz de l'Utah                             | Contrat non-garanti de 1 637 966 $ sur 1 an.                    | [ 338 ] |
| 7 octobre    | Jahmi'us Ramsey         | Thunder d'Oklahoma City         | Blue d'Oklahoma City (NBA G-League)        | Contrat non-garanti de 1 836 090 $ sur 1 an.                    | [ 339 ] |
| 8 octobre    | L. J. Figueroa          | Lakers de Los Angeles           | Warriors de Santa Cruz (NBA G-League)      | Contrat non-garanti de 1 017 781 $ sur 1 an.                    | [ 340 ] |
| 8 octobre    | Shaquille Harrison      | Lakers de Los Angeles           | Blue Coats du Delaware (NBA G-League)      | Contrat non-garanti de 2 133 278 $ sur 1 an.                    | [ 340 ] |
| 8 octobre    | Noah Kirkwood           | Nets de Brooklyn                | Crimson d'Harvard (NCAA)                   | Contrat non-garanti de 1 017 781 $ sur 1 an.                    | [ 341 ] |
| 8 octobre    | Mac McClung             | 76ers de Philadelphie           | Warriors de Golden State                   | Contrat non-garanti de 1 637 966 $ sur 1 an.                    | [ 342 ] |
| 8 octobre    | Alex Morales            | Magic d'Orlando                 | Wagner Seahawks                            | Contrat non-garanti de 1 017 781 $ sur 1 an.                    | [ 343 ] |
| 8 octobre    | Jay Scrubb              | Magic d'Orlando                 | Clippers de Los Angeles                    | Contrat non-garanti de 1 836 090 $ sur 1 an.                    | [ 343 ] |
| 8 octobre    | Jaden Shackelford       | Thunder d'Oklahoma City         | Crimson Tide de l'Alabama (NCAA)           | Contrat non-garanti de 1 017 781 $ sur 1 an.                    | [ 344 ] |
| 9 octobre    | Willie Cauley-Stein     | Rockets de Houston              | 76ers de Philadelphie                      | Contrat non-garanti de 2 463 490 $ sur 1 an.                    | [ 345 ] |
| 9 octobre    | Darryl Morsell          | Jazz de l'Utah                  | Golden Eagles de Marquette (NCAA)          | Contrat non-garanti de 1 017 781 $ sur 1 an.                    | [ 346 ] |
| 10 octobre   | Abdul Gaddy             | Thunder d'Oklahoma City         | Promithéas Patras                          | Contrat non-garanti de 1 017 781 $ sur 1 an.                    | [ 347 ] |
| 10 octobre   | Bryce Hamilton          | Lakers de Los Angeles           | Rebels de l'UNLV (NCAA)                    | Contrat non-garanti de 1 017 781 $ sur 1 an.                    | [ 348 ] |
| 10 octobre   | Matthew Hurt            | Grizzlies de Memphis            | Hustle de Memphis (NBA G-League)           | Contrat non-garanti de 1 017 781 $ sur 1 an.                    | [ 349 ] |
| 10 octobre   | Drake Jeffries          | Magic d'Orlando                 | Cowboys du Wyoming (NCAA)                  | Contrat non-garanti de 1 017 781 $ sur 1 an.                    | [ 350 ] |
| 10 octobre   | Kelan Martin            | Pelicans de La Nouvelle-Orléans | Gold de Grand Rapids (NBA G-League)        | Contrat non-garanti de 1 902 133 $ sur 1 an.                    | [ 351 ] |
| 10 octobre   | Sean McDermott          | Grizzlies de Memphis            | Hustle de Memphis (NBA G-League)           | Contrat non-garanti de 1 017 781 $ sur 1 an.                    | [ 349 ] |
| 10 octobre   | Chasson Randle          | Nuggets de Denver               | New Zealand Breakers                       | Contrat non-garanti de 1 968 175 $ sur 1 an.                    | [ 352 ] |
| 10 octobre   | Javonte Smart           | Pelicans de La Nouvelle-Orléans | Heat de Miami                              | Contrat non-garanti de 1 637 966 $ sur 1 an.                    | [ 351 ] |
| 11 octobre   | Adonis Arms             | Suns de Phoenix                 | Nuggets de Denver                          | Contrat non-garanti de 1 017 781 $ sur 1 an.                    | [ 353 ] |
| 11 octobre   | Chaundee Brown          | Spurs de San Antonio            | Hawks d'Atlanta                            | Contrat non-garanti de 1 637 966 $ sur 1 an.                    | [ 354 ] |
| 11 octobre   | Saben Lee               | Suns de Phoenix                 | Jazz de l'Utah                             | Contrat non-garanti de 1 836 090 $ sur 1 an.                    | [ 353 ] |
| 11 octobre   | Patrick McCaw           | 76ers de Philadelphie           | Blue Coats du Delaware (NBA G-League)      | Contrat non-garanti de 1 968 175 $ sur 1 an.                    | [ 355 ] |
| 11 octobre   | Trhae Mitchell          | Rockets de Houston              | Vipers de Rio Grande Valley (NBA G-League) | Contrat non-garanti de 1 017 781 $ sur 1 an.                    | [ 356 ] |
| 11 octobre   | Nate Pierre-Louis       | Lakers de Los Angeles           | Lakers de South Bay (NBA G-League)         | Contrat non-garanti de 1 017 781 $ sur 1 an.                    | [ 357 ] |
| 11 octobre   | A. J. Reeves            | Celtics de Boston               | Friars de Providence (NCAA)                | Contrat non-garanti de 2 133 278 $ sur 1 an.                    | [ 358 ] |
| 11 octobre   | Justin Smith            | 76ers de Philadelphie           | Raptors 905 (NBA G-League)                 | Contrat non-garanti de 1 017 781 $ sur 1 an.                    | [ 355 ] |
| 11 octobre   | Jeenathan Williams      | Jazz de l'Utah                  | Bulls de Buffalo (NCAA)                    | Contrat non-garanti de 1 017 781 $ sur 1 an.                    | [ 359 ] |
| 12 octobre   | Henri Drell             | Bulls de Chicago                | Bulls de Windy City (NBA G-League)         | Contrat non-garanti de 1 017 781 $ sur 1 an.                    | [ 360 ] |
| 12 octobre   | Pierriá Henry           | Rockets de Houston              | Fenerbahçe SK                              | Contrat non-garanti de 1 017 781 $ sur 1 an.                    | [ 361 ] |
| 12 octobre   | Reggie Kissoonlal       | Celtics de Boston               | Randers Cimbria                            | Contrat non-garanti de 2 133 278 $ sur 1 an.                    | [ 362 ] |
| 12 octobre   | Skylar Mays             | 76ers de Philadelphie           | Hawks d'Atlanta                            | Contrat non-garanti de 1 836 090 $ sur 1 an.                    | [ 363 ] |
| 12 octobre   | Adam Mokoka             | Thunder d'Oklahoma City         | Nanterre 92                                | Contrat non-garanti de 1 836 090 $ sur 1 an.                    | [ 364 ] |
| 12 octobre   | Simisola Shittu         | Magic d'Orlando                 | Ironi Ness Ziona B.C.                      | Contrat non-garanti de 1 017 781 $ sur 1 an.                    | [ 365 ] |
| 12 octobre   | Craig Sword             | Wizards de Washington           | Go-Go de Capital City (NBA G-League)       | Contrat non-garanti de 1 017 781 $ sur 1 an.                    | [ 366 ] |
| 12 octobre   | Ethan Thompson          | Bulls de Chicago                | Bulls de Windy City (NBA G-League)         | Contrat non-garanti de 1 017 781 $ sur 1 an.                    | [ 367 ] |
| 12 octobre   | Donovan Williams        | Nets de Brooklyn                | Rebels de l'UNLV (NCAA)                    | Contrat non-garanti de 1 017 781 $ sur 1 an.                    | [ 368 ] |
| 13 octobre   | Eric Demers             | Celtics de Boston               | Celtics du Maine (NBA G-League)            | Contrat non-garanti de 1 017 781 $ sur 1 an.                    | [ 369 ] |
| 13 octobre   | Jordan Ford             | Kings de Sacramento             | Clippers d'Ontario (NBA G-League)          | Contrat non-garanti de 1 017 781 $ sur 1 an.                    | [ 370 ] |
| 13 octobre   | Wes Iwundu              | Kings de Sacramento             | Trail Blazers de Portland                  | Contrat non-garanti de 2 133 278 $ sur 1 an.                    | [ 370 ] |
| 13 octobre   | Aminu Mohammed          | 76ers de Philadelphie           | Hoyas de Georgetown (NCAA)                 | Contrat non-garanti de 1 017 781 $ sur 1 an.                    | [ 371 ] |
| 13 octobre   | EJ Onu                  | Grizzlies de Memphis            | Niagara River Lions                        | Contrat non-garanti de 1 017 781 $ sur 1 an.                    | [ 372 ] |
| 13 octobre   | Romeo Weems             | Grizzlies de Memphis            | Hustle de Memphis (NBA G-League)           | Contrat non-garanti de 1 017 781 $ sur 1 an.                    | [ 372 ] |
| 13 octobre   | Stephen Zimmerman       | Spurs de San Antonio            | Cairns Taipans                             | Contrat non-garanti de 1 637 966 $ sur 1 an.                    | [ 373 ] |
| 14 octobre   | James Akinjo            | Knicks de New York              | Bears de Baylor (NCAA)                     | Contrat non-garanti de 1 017 781 $ sur 1 an.                    | [ 374 ] |
| 14 octobre   | Devontae Cacok          | Pistons de Détroit              | Trail Blazers de Portland                  | Contrat non-garanti de 1 902 133 $ sur 1 an.                    | [ 375 ] |
| 14 octobre   | Jon Elmore              | Heat de Miami                   | KK Šiauliai                                | Contrat non-garanti de 1 017 781 $ sur 1 an.                    | [ 376 ] |
| 14 octobre   | Jeriah Horne            | Kings de Sacramento             | Golden Hurricane de Tulsa (NCAA)           | Contrat non-garanti de 1 017 781 $ sur 1 an.                    | [ 377 ] |
| 14 octobre   | Dakota Mathias          | Grizzlies de Memphis            | Legends du Texas (NBA G-League)            | Contrat non-garanti de 1 637 966 $ sur 1 an.                    | [ 378 ] |
| 14 octobre   | Alex O'Connell          | Kings de Sacramento             | Bluejays de Creighton (NCAA)               | Contrat non-garanti de 1 017 781 $ sur 1 an.                    | [ 377 ] |
| 14 octobre   | Jontay Porter           | Bucks de Milwaukee              | Grizzlies de Memphis                       | Contrat non-garanti de 1 836 090 $ sur 1 an.                    | [ 379 ] |
| 14 octobre   | D. J. Stewart Jr.       | Heat de Miami                   | Mavericks de Dallas                        | Contrat non-garanti de 1 637 966 $ sur 1 an.                    | [ 380 ] |
| 14 octobre   | Okaro White             | Bulls de Chicago                | Panathinaïkos                              | Contrat non-garanti de 1 836 090 $ sur 1 an.                    | [ 161 ] |
| 15 octobre   | Jalen Adaway            | Spurs de San Antonio            | Bonnies de Saint Bonaventure (NCAA)        | Contrat non-garanti de 1 017 781 $ sur 1 an.                    | [ 381 ] |
| 15 octobre   | Ty-Shon Alexander       | Hornets de Charlotte            | Pallacanestro Trieste                      | Contrat non-garanti de 1 637 966 $ sur 1 an.                    | [ 382 ] |
| 15 octobre   | Eli Brooks              | Pacers de l'Indiana             | Wolverines du Michigan (NCAA)              | Contrat non-garanti de 1 017 781 $ sur 1 an.                    | [ 383 ] |
| 15 octobre   | Tevin Brown             | Pacers de l'Indiana             | Racers de Murray State (NCAA)              | Contrat non-garanti de 1 017 781 $ sur 1 an.                    | [ 383 ] |
| 15 octobre   | Tyler Cook              | Jazz de l'Utah                  | Bulls de Chicago                           | Contrat non-garanti de 2 133 278 $ sur 1 an.                    | [ 384 ] |
| 15 octobre   | Sekou Doumbouya         | 76ers de Philadelphie           | Lakers de Los Angeles                      | Contrat non-garanti de 1 902 133 $ sur 1 an.                    | [ 385 ] |
| 15 octobre   | Jaime Echenique         | Wizards de Washington           | Go-Go de Capital City (NBA G-League)       | Contrat non-garanti de 1 017 781 $ sur 1 an.                    | [ 366 ] |
| 15 octobre   | Ryan Hawkins            | Raptors de Toronto              | Bluejays de Creighton (NCAA)               | Contrat non-garanti de 1 017 781 $ sur 1 an.                    | [ 166 ] |
| 15 octobre   | Scotty Hopson           | Thunder d'Oklahoma City         | Dynamo Lebanon                             | Contrat non-garanti de 1 968 175 $ sur 1 an.                    | [ 386 ] |
| 15 octobre   | Elijah Hughes           | Bucks de Milwaukee              | Trail Blazers de Portland                  | Contrat non-garanti de 1 836 090 $ sur 1 an.                    | [ 387 ] |
| 15 octobre   | Frank Jackson           | Jazz de l'Utah                  | Suns de Phoenix                            | Contrat non-garanti de 2 133 278 $ sur 1 an.                    | [ 384 ] |
| 15 octobre   | Matt Lewis              | Timberwolves du Minnesota       | Wolves de l'Iowa (NBA G-League)            | Contrat non-garanti de 1 017 781 $ sur 1 an.                    | [ 388 ] |
| 15 octobre   | Isaiah Miller           | Jazz de l'Utah                  | Trail Blazers de Portland                  | Contrat non-garanti de 1 017 781 $ sur 1 an.                    | [ 384 ] |
| 15 octobre   | Emmanuel Mudiay         | Timberwolves du Minnesota       | Kings de Sacramento                        | Contrat non-garanti de 2 298 385 $ sur 1 an.                    | [ 388 ] |
| 15 octobre   | Reggie Perry            | Raptors de Toronto              | Trail Blazers de Portland                  | Contrat non-garanti de 1 836 090 $ sur 1 an.                    | [ 166 ] |
| 15 octobre   | Jared Rhoden            | Hawks d'Atlanta                 | Trail Blazers de Portland                  | Contrat non-garanti de 1 017 781 $ sur 1 an.                    | [ 389 ] |
| 15 octobre   | Grant Riller            | Mavericks de Dallas             | Blue Coats du Delaware (NBA G-League)      | Contrat non-garanti de 1 637 966 $ sur 1 an.                    | [ 167 ] |
| 15 octobre   | Jermaine Samuels        | Pacers de l'Indiana             | Wildcats de Villanova (NCAA)               | Contrat non-garanti de 1 017 781 $ sur 1 an.                    | [ 383 ] |
| 15 octobre   | Marial Shayok           | Celtics de Boston               | Fenerbahçe SK                              | Contrat non-garanti de 1 637 966 $ sur 1 an.                    | [ 390 ] |
| 15 octobre   | Christian Vital         | Raptors de Toronto              | Hamilton Honey Badgers                     | Contrat non-garanti de 1 017 781 $ sur 1 an.                    | [ 166 ] |
| 15 octobre   | Phillip Wheeler         | Timberwolves du Minnesota       | Vipers de Rio Grande Valley (NBA G-League) | Contrat non-garanti de 1 017 781 $ sur 1 an.                    | [ 388 ] |
| 15 octobre   | Bryson Williams         | Clippers de Los Angeles         | Red Raiders de Texas Tech (NCAA)           | Contrat non-garanti de 1 017 781 $ sur 1 an.                    | [ 391 ] |
| 16 octobre   | Isaiah Joe              | Thunder d'Oklahoma City         | 76ers de Philadelphie                      | Contrat partiellement garanti de 5 998 321 $ sur 3 ans.         | [ 392 ] |
| 16 octobre   | Saben Lee               | Raptors de Toronto              | Suns de Phoenix                            | Contrat non-garanti de 1 836 090 $ sur 1 an.                    | [ 393 ] |
| 19 octobre   | Facundo Campazzo        | Mavericks de Dallas             | Nuggets de Denver                          | Contrat non-garanti de 1 836 090 $ sur 1 an.                    | [ 394 ] |
| 29 novembre  | Alize Johnson           | Spurs de San Antonio            | Spurs d'Austin (NBA G-League)              | Contrat non-garanti de 1 493 098 $ jusqu'à la fin de la saison. | [ 395 ] |
| 29 novembre  | Kemba Walker            | Mavericks de Dallas             | Pistons de Détroit                         | Contrat non-garanti de 2 204 439 $ jusqu'à la fin de la saison. | [ 396 ] |
| 13 décembre  | Stanley Johnson         | Spurs de San Antonio            | Skyforce de Sioux Falls (NBA G-League)     | Contrat non-garanti de 1 670 643 $ jusqu'à la fin de la saison. | [ 397 ] |
| 13 février   | Goga Bitadze            | Magic d'Orlando                 | Pacers de l'Indiana                        | Contrat de 612 181 $ jusqu'à la fin de la saison.               | [ 398 ] |
| 14 février   | Dewayne Dedmon          | 76ers de Philadelphie           | Spurs de San Antonio                       | Contrat de 835 014 $ jusqu'à la fin de la saison.               | [ 399 ] |
| 14 février   | Danny Green             | Cavaliers de Cleveland          | Rockets de Houston                         | Contrat de 2 000 000 $ jusqu'à la fin de la saison.             | [ 400 ] |
| 14 février   | Reggie Jackson          | Nuggets de Denver               | Hornets de Charlotte                       | Contrat de 918 516 $ jusqu'à la fin de la saison.               | [ 401 ] |
| 14 février   | Terrence Ross           | Suns de Phoenix                 | Magic d'Orlando                            | Contrat de 918 516 $ jusqu'à la fin de la saison.               | [ 402 ] |
| 15 février   | Justin Holiday          | Mavericks de Dallas             | Rockets de Houston                         | Contrat de 819 832 $ jusqu'à la fin de la saison.               | [ 403 ] |
| 20 février   | Kevin Love              | Heat de Miami                   | Cavaliers de Cleveland                     | Contrat de 3 114 138 $ jusqu'à la fin de la saison.             | [ 404 ] |
| 20 février   | Cody Zeller             | Heat de Miami                   | Jazz de l'Utah                             | Contrat de 743 922 $ jusqu'à la fin de la saison.               | [ 404 ] |
| 21 février   | Patrick Beverley        | Bulls de Chicago                | Magic d'Orlando                            | Contrat de 801 614 $ jusqu'à la fin de la saison.               | [ 405 ] |
| 22 février   | Russell Westbrook       | Clippers de Los Angeles         | Jazz de l'Utah                             | Contrat de 784 914 $ jusqu'à la fin de la saison.               | [ 406 ] |
| 28 février   | Will Barton             | Raptors de Toronto              | Wizards de Washington                      | Contrat de 684 712 $ jusqu'à la fin de la saison.               | [ 407 ] |
| 3 mars       | Sandro Mamukelashvili   | Spurs de San Antonio            | Bucks de Milwaukee                         | Contrat de 357 717 $ jusqu'à la fin de la saison.               | [ 408 ] |
| 4 mars       | Goran Dragić            | Bucks de Milwaukee              | Bulls de Chicago                           | Contrat de 617 911 $ jusqu'à la fin de la saison.               | [ 409 ] |
| 17 mars      | Xavier Cooks            | Wizards de Washington           | Sydney Kings                               | Contrat partiellement garanti de 5 998 321 $ sur 4 ans.         | [ 410 ] |
| 23 mars      | D. J. Augustin          | Rockets de Houston              | Lakers de Los Angeles                      | Contrat de 300 605 $ jusqu'à la fin de la saison.               | [ 411 ] |
| 1er avril    | Jeenathan Williams      | Trail Blazers de Portland       | Stars de Salt Lake City (NBA G-League)     | Contrat partiellement garanti de 1 772 508 $ sur 2 ans.         | [ 412 ] |

#### Contrats de 10 jours
| Joueur              | 1er contrat | 2e contrat | Équipe                    | Provenance                                 | Ref.    |
| ------------------- | ----------- | ---------- | ------------------------- | ------------------------------------------ | ------- |
| Sterling Brown      | 6 janvier   |            | Lakers de Los Angeles     | Raptors 905 (NBA G-League)                 | [ 413 ] |
| Joe Wieskamp        | 7 janvier   | 17 janvier | Raptors de Toronto        | Herd du Wisconsin (NBA G-League)           | ,       |
| Gorgui Dieng        | 8 janvier   | 20 janvier | Spurs de San Antonio      | Spurs de San Antonio                       | ,       |
| P. J. Dozier        | 9 janvier   | 19 janvier | Kings de Sacramento       | Wolves de l'Iowa (NBA G-League)            | ,       |
| Derrick Favors      | 11 janvier  |            | Hawks d'Atlanta           | Rockets de Houston                         | [ 420 ] |
| Saben Lee           | 11 janvier  | 21 janvier | Suns de Phoenix           | Raptors 905 (NBA G-League)                 | ,       |
| Deonte Burton       | 30 janvier  |            | Kings de Sacramento       | Kings de Stockton (NBA G-League)           | [ 423 ] |
| Chris Silva         | 31 janvier  | 10 février | Mavericks de Dallas       | Skyhawks de College Park (NBA-G League)    | ,       |
| Jamaree Bouyea      | 8 février   | -          | Heat de Miami             | Skyforce de Sioux Falls (NBA G-League)     | [ 426 ] |
| Stanley Umude       | 10 février  |            | Pistons de Détroit        | Cruise de Motor City (NBA G-League)        | [ 427 ] |
| Kris Dunn           | 22 février  | 4 mars     | Jazz de l'Utah            | Go-Go de Capital City (NBA G-League)       | ,       |
| Frank Jackson       | 22 février  |            | Jazz de l'Utah            | Stars de Salt Lake City (NBA G-League)     | [ 430 ] |
| Meyers Leonard      | 22 février  | 4 mars     | Bucks de Milwaukee        | Thunder d'Oklahoma City                    | ,       |
| R. J. Hampton       | 23 février  |            | Pistons de Détroit        | Magic d'Orlando                            | [ 433 ] |
| Willie Cauley-Stein | 27 février  |            | Rockets de Houston        | Vipers de Rio Grande Valley (NBA G-League) | [ 434 ] |
| Lester Quiñones     | 2 mars      | -          | Warriors de Golden State  | Warriors de Santa Cruz (NBA G-League)      | [ 435 ] |
| Jamaree Bouyea      | 3 mars      |            | Wizards de Washington     | Skyforce de Sioux Falls (NBA G-League)     | [ 436 ] |
| Sam Merrill         | 3 mars      | -          | Cavaliers de Cleveland    | Charge de Cleveland (NBA G-League)         | [ 437 ] |
| Eugene Omoruyi      | 3 mars      | 13 mars    | Pistons de Détroit        | Thunder d'Oklahoma City                    | ,       |
| DaQuan Jeffries     | 5 mars      | 16 mars    | Knicks de New York        | Knicks de New York                         | ,       |
| Nerlens Noel        | 6 mars      |            | Nets de Brooklyn          | Pistons de Détroit                         | [ 442 ] |
| Moses Brown         | 17 mars     | 28 mars    | Nets de Brooklyn          | Knicks de New York                         | ,       |
| Jarrell Brantley    | 18 mars     |            | Jazz de l'Utah            | New Zealand Breakers                       | [ 445 ] |
| Luka Šamanić        | 28 mars     |            | Jazz de l'Utah            | Celtics du Maine (NBA G-League)            | [ 446 ] |
| Xavier Sneed        | 28 mars     |            | Hornets de Charlotte      | Swarm de Greensboro (NBA G-League)         | [ 447 ] |
| Shaquille Harrison  | 30 mars     |            | Trail Blazers de Portland | Lakers de South Bay (NBA G-League)         | [ 448 ] |
| Skylar Mays         | 30 mars     |            | Trail Blazers de Portland | Capitanes de Mexico (NBA G-League)         | [ 449 ] |
| Justin Minaya       | 4 avril     |            | Trail Blazers de Portland | Capitanes de Mexico (NBA G-League)         | [ 450 ] |

#### Contratstwo-way
Selon les règles récentes de la NBA mises en œuvre à partir de la saison 2017-2018, les équipes sont autorisées à avoir deux "two-way players" dans leur effectif, en plus des 15 joueurs de saison régulière. Un "two-way player" officiera principalement avec l'équipe G-League de son équipe NBA mère. Nénamoins, il peut passer jusqu’à 45 jours avec l’équipe NBA mère. Seuls les joueurs ayant quatre ans ou moins d’expérience au sein de la NBA sont en mesure de signer des two-way contract (ou contrat à deux volets). Les joueurs entrant dans un camp d’entraînement pour une équipe ont une chance de convertir leur contrat de camp d’entraînement en un two-way contract. Ces "two-way players" ne sont pas éligibles aux playoffs NBA, à moins que l'équipe se sépare d'un joueur du roster, permettant au two-way player de signer un contrat plein.
| RFA | Agent libre restreint. |

| Date         | Joueur               | Équipe                          | Provenance                                 | Ref.    |
| ------------ | -------------------- | ------------------------------- | ------------------------------------------ | ------- |
| 24 juin      | Dereon Seabron       | Pelicans de La Nouvelle-Orléans | Wolfpack de North Carolina State (NCAA)    | [ 451 ] |
| 1er juillet  | A. J. Green          | Bucks de Milwaukee              | Panthers de Northern Iowa (NCAA)           | [ 452 ] |
| 1er juillet  | Trevor Hudgins       | Rockets de Houston              | Northwest Missouri State Bearcats (NCAA)   | [ 453 ] |
| 1er juillet  | Scotty Pippen Jr.    | Lakers de Los Angeles           | Commodores de Vanderbilt (NCAA)            | [ 454 ] |
| 1er juillet  | Cole Swider          | Lakers de Los Angeles           | Orange de Syracuse (NCAA)                  | [ 454 ] |
| 2 juillet    | Buddy Boeheim        | Pistons de Détroit              | Orange de Syracuse (NCAA)                  | [ 455 ] |
| 2 juillet    | Julian Champagnie    | 76ers de Philadelphie           | Red Storm de Saint John (NCAA)             | [ 456 ] |
| 2 juillet    | Keon Ellis           | Kings de Sacramento             | Crimson Tide de l'Alabama (NCAA)           | [ 90 ]  |
| 2 juillet    | Kenneth Lofton Jr.   | Grizzlies de Memphis            | Bulldogs de Louisiana Tech (NCAA)          | [ 457 ] |
| 2 juillet    | Eugene Omoruyi       | Thunder d'Oklahoma City         | Mavericks de Dallas                        | [ 458 ] |
| 3 juillet    | Collin Gillespie     | Nuggets de Denver               | Wildcats de Villanova (NCAA)               | [ 459 ] |
| 4 juillet    | Alondes Williams     | Nets de Brooklyn                | Demon Deacons de Wake Forest (NCAA)        | [ 460 ] |
| 5 juillet    | Lester Quiñones      | Warriors de Golden State        | Tigers de Memphis (NCAA)                   | [ 461 ] |
| 8 juillet    | Justin Lewis         | Bulls de Chicago                | Golden Eagles de Marquette (NCAA)          | [ 462 ] |
| 11 juillet   | Dominick Barlow      | Spurs de San Antonio            | Overtime Elite                             | [ 463 ] |
| 14 juillet   | Ron Harper Jr.       | Raptors de Toronto              | Scarlet Knights de Rutgers (NCAA)          | [ 464 ] |
| 15 juillet   | Johnny Juzang        | Jazz de l'Utah                  | Bruins de l'UCLA (NCAA)                    | [ 465 ] |
| 16 juillet   | Darius Days          | Heat de Miami                   | Tigers de LSU (NCAA)                       | [ 128 ] |
| 16 juillet   | Mfiondu Kabengele    | Celtics de Boston               | Vipers de Rio Grande Valley (NBA G-League) | [ 466 ] |
| 19 juillet   | Jeff Dowtin          | Raptors de Toronto              | Magic de Lakeland (NBA G-League)           | [ 467 ] |
| 19 juillet   | A. J. Lawson         | Timberwolves du Minnesota       | Guelph Nighthawks                          | [ 468 ] |
| 19 juillet   | Jack White           | Nuggets de Denver               | Melbourne United                           | [ 469 ] |
| 24 juillet   | Tyler Dorsey         | Mavericks de Dallas             | Olympiakós                                 | [ 470 ] |
| 25 juillet   | Kevon Harris         | Magic d'Orlando                 | Raptors 905 (NBA G-League)                 | [ 471 ] |
| 30 juillet   | Eric Paschall        | Timberwolves du Minnesota       | Jazz de l'Utah                             | [ 472 ] |
| 3 août       | Duane Washington Jr. | Suns de Phoenix                 | Pacers de l'Indiana                        | [ 473 ] |
| 8 août       | Trent Forrest        | Hawks d'Atlanta                 | Jazz de l'Utah                             | [ 474 ] |
| 11 août      | Jordan Hall          | Spurs de San Antonio            | Hawks de Saint-Joseph (NCAA)               | [ 475 ] |
| 12 septembre | Izaiah Brockington   | Pelicans de La Nouvelle-Orléans | Cyclones d'Iowa State (NCAA)               | [ 476 ] |
| 12 septembre | Jarrett Culver       | Hawks d'Atlanta                 | Grizzlies de Memphis                       | [ 477 ] |
| 11 octobre   | Trevelin Queen       | Pacers de l'Indiana             | 76ers de Philadelphie                      | [ 478 ] |
| 12 octobre   | Micah Potter         | Jazz de l'Utah                  | Pistons de Détroit                         | [ 479 ] |
| 15 octobre   | Théo Maledon         | Hornets de Charlotte            | Jazz de l'Utah                             | [ 480 ] |
| 17 octobre   | Darius Days          | Rockets de Houston              | Heat de Miami                              | [ 481 ] |
| 20 octobre   | John Butler          | Trail Blazers de Portland       | Pelicans de La Nouvelle-Orléans            | [ 482 ] |
| 24 octobre   | Charles Bassey       | Spurs de San Antonio            | 76ers de Philadelphie                      | [ 483 ] |
| 13 novembre  | Orlando Robinson     | Heat de Miami                   | Skyforce de Sioux Falls (NBA G-League)     | [ 484 ] |
| 16 novembre  | A. J. Lawson         | Timberwolves du Minnesota       | Skyhawks de College Park (NBA-G League)    | [ 485 ] |
| 18 novembre  | Ibou Badji           | Trail Blazers de Portland       | Herd du Wisconsin (NBA G-League)           | [ 486 ] |
| 20 novembre  | Devon Dotson         | Wizards de Washington           | Go-Go de Capital City (NBA G-League)       | [ 487 ] |
| 23 novembre  | Saben Lee            | 76ers de Philadelphie           | Raptors 905 (NBA G-League)                 | [ 488 ] |
| 25 novembre  | Dru Smith            | Heat de Miami                   | Skyforce de Sioux Falls (NBA G-League)     | [ 489 ] |
| 29 novembre  | DaQuan Jeffries      | Knicks de New York              | Knicks de Westchester (NBA G-League)       | [ 490 ] |
| 7 décembre   | Matt Ryan            | Timberwolves du Minnesota       | Lakers de Los Angeles                      | [ 491 ] |
| 11 décembre  | Orlando Robinson     | Heat de Miami                   | Skyforce de Sioux Falls (NBA G-League)     | [ 492 ] |
| 16 décembre  | Carlik Jones         | Bulls de Chicago                | Bulls de Windy City (NBA G-League)         | [ 493 ] |
| 26 décembre  | Louis King           | 76ers de Philadelphie           | Vipers de Rio Grande Valley (NBA G-League) | [ 494 ] |
| 26 décembre  | A. J. Lawson         | Mavericks de Dallas             | Skyhawks de College Park (NBA-G League)    | [ 495 ] |
| 26 décembre  | Jared Rhoden         | Pistons de Détroit              | Skyhawks de College Park (NBA-G League)    | [ 496 ] |
| 13 janvier   | Dru Smith            | Nets de Brooklyn                | Skyforce de Sioux Falls (NBA G-League)     | [ 497 ] |
| 17 janvier   | Donovan Williams     | Hawks d'Atlanta                 | Nets de Long Island (NBA G-League)         | [ 498 ] |
| 1er février  | Saben Lee            | Suns de Phoenix                 | Suns de Phoenix                            | [ 499 ] |
| 10 février   | Quenton Jackson      | Wizards de Washington           | Go-Go de Capital City (NBA G-League)       | [ 500 ] |
| 11 février   | Olivier Sarr         | Thunder d'Oklahoma City         | Trail Blazers de Portland                  | [ 501 ] |
| 14 février   | Mac McClung          | 76ers de Philadelphie           | Blue Coats du Delaware (NBA G-League)      | [ 502 ] |
| 16 février   | Julian Champagnie    | Spurs de San Antonio            | 76ers de Philadelphie                      | [ 503 ] |
| 17 février   | Nate Darling         | Clippers de Los Angeles         | Clippers d'Ontario (NBA G-League)          | [ 504 ] |
| 21 février   | Terry Taylor         | Bulls de Chicago                | Pacers de l'Indiana                        | [ 505 ] |
| 21 février   | Keaton Wallace       | Clippers de Los Angeles         | Clippers d'Ontario (NBA G-League)          | [ 506 ] |
| 28 février   | Duane Washington Jr. | Knicks de New York              | Suns de Phoenix                            | [ 507 ] |
| 1er mars     | Xavier Moon          | Clippers de Los Angeles         | Clippers d'Ontario (NBA G-League)          | [ 508 ] |
| 2 mars       | Jay Huff             | Wizards de Washington           | Lakers de South Bay (NBA G-League)         | [ 509 ] |
| 3 mars       | Jared Butler         | Thunder d'Oklahoma City         | Gold de Grand Rapids (NBA G-League)        | [ 510 ] |
| 7 mars       | Justin Lewis         | Bulls de Chicago                | Bulls de Chicago                           | [ 511 ] |
| 7 mars       | Lindell Wigginton    | Bucks de Milwaukee              | Herd du Wisconsin (NBA G-League)           | [ 512 ] |
| 8 mars       | Moses Brown          | Knicks de New York              | Clippers de Los Angeles                    | [ 513 ] |
| 12 mars      | Trevor Keels         | Knicks de New York              | Knicks de Westchester (NBA G-League)       | [ 514 ] |
| 17 mars      | Lester Quiñones      | Warriors de Golden State        | Warriors de Santa Cruz (NBA G-League)      | [ 515 ] |
| 24 mars      | Jay Scrubb           | Magic d'Orlando                 | Magic de Lakeland (NBA G-League)           | [ 516 ] |
| 30 mars      | Kobi Simmons         | Hornets de Charlotte            | Swarm de Greensboro (NBA G-League)         | [ 517 ] |
| 30 mars      | Gabe York            | Pacers de l'Indiana             | Mad Ants de Fort Wayne (NBA G-League)      | [ 518 ] |

#### Extensions de contrat
Certains joueurs sont éligibles à une extension de contrat, au sein de leur franchise, en amont de la saison et de la prochaine période d'agents libres. Le renouvellement prend effet à partir de la saison 2023-2024.
| Date          | Joueur                   | Équipe                          | Nouveau contrat                                                                                         | Ref.    |
| ------------- | ------------------------ | ------------------------------- | --- | ------- |
| 6 juillet     | Devin Booker             | Suns de Phoenix                 | Extension de contrat de 224 224 000 $ sur 4 ans. (À partir de la saison 2024-2025)                      | [ 519 ] |
| 6 juillet     | Ja Morant                | Grizzlies de Memphis            | Extension de contrat de 192 850 000 $ sur 5 ans. (À partir de la saison 2023-2024)                      | [ 520 ] |
| 6 juillet     | Zion Williamson          | Pelicans de La Nouvelle-Orléans | Extension de contrat de 192 850 000 $ sur 5 ans. (À partir de la saison 2023-2024)                      | [ 521 ] |
| 7 juillet     | John Konchar             | Grizzlies de Memphis            | Extension de contrat de 18 495 000 $ sur 3 ans. (À partir de la saison 2024-2025)                       | [ 522 ] |
| 7 juillet     | Karl-Anthony Towns       | Timberwolves du Minnesota       | Extension de contrat de 224 224 000 $ sur 4 ans. (À partir de la saison 2024-2025)                      | [ 523 ] |
| 8 juillet     | Nikola Jokić             | Nuggets de Denver               | Extension de contrat de 269 990 000 $ sur 5 ans. (À partir de la saison 2023-2024)                      | [ 524 ] |
| 9 juillet     | Darius Garland           | Cavaliers de Cleveland          | Extension de contrat de 192 850 000 $ sur 5 ans. (À partir de la saison 2023-2024)                      | [ 525 ] |
| 9 juillet     | Damian Lillard           | Trail Blazers de Portland       | Extension de contrat de 121 774 039 $ sur 2 ans. (À partir de la saison 2025-2026)                      | [ 526 ] |
| 16 juillet    | Kentavious Caldwell-Pope | Nuggets de Denver               | Extension de contrat de 30 145 123 $ sur 2 ans. (À partir de la saison 2023-2024)                       | [ 527 ] |
| 18 juillet    | Pat Connaughton          | Bucks de Milwaukee              | Extension de contrat de 28 271 607 $ sur 3 ans. (À partir de la saison 2023-2024)                       | [ 528 ] |
| 18 juillet    | Keldon Johnson           | Spurs de San Antonio            | Extension de contrat de 74 000 000 $ sur 4 ans. (À partir de la saison 2023-2024)                       | [ 529 ] |
| 20 juillet    | Kenrich Williams         | Thunder d'Oklahoma City         | Extension de contrat de 27 200 000 $ sur 4 ans. (À partir de la saison 2023-2024)                       | [ 530 ] |
| 18 août       | LeBron James             | Lakers de Los Angeles           | Extension de contrat de 97 133 373 $ sur 2 ans. (À partir de la saison 2023-2024)                       | [ 531 ] |
| 1er septembre | R. J. Barrett            | Knicks de New York              | Extension de contrat de 120 000 000 $ sur 4 ans. (À partir de la saison 2023-2024)                      | [ 532 ] |
| 8 septembre   | Maximilian Kleber        | Mavericks de Dallas             | Extension de contrat de 33 000 000 $ sur 3 ans. (À partir de la saison 2023-2024)                       | [ 533 ] |
| 26 septembre  | C. J. McCollum           | Pelicans de La Nouvelle-Orléans | Extension de contrat de 64 000 000 $ sur 2 ans. (À partir de la saison 2024-2025)                       | [ 534 ] |
| 27 septembre  | Dean Wade                | Cavaliers de Cleveland          | Extension de contrat de 18 500 000 $ sur 3 ans. (À partir de la saison 2023-2024)                       | [ 535 ] |
| 1er octobre   | Steven Adams             | Grizzlies de Memphis            | Extension de contrat de 25 200 000 $ sur 3 ans. (À partir de la saison 2023-2024)                       | [ 536 ] |
| 3 octobre     | Tyler Herro              | Heat de Miami                   | Extension de contrat de 130 000 000 $ sur 4 ans. (À partir de la saison 2023-2024)                      | [ 537 ] |
| 3 octobre     | Larry Nance Jr.          | Pelicans de La Nouvelle-Orléans | Extension de contrat de 21 580 000 $ sur 2 ans. (À partir de la saison 2023-2024)                       | [ 538 ] |
| 15 octobre    | Jordan Poole             | Warriors de Golden State        | Extension de contrat de 140 000 000 $ sur 4 ans. (À partir de la saison 2023-2024)                      | [ 539 ] |
| 15 octobre    | Andrew Wiggins           | Warriors de Golden State        | Extension de contrat de 109 000 000 $ sur 4 ans. (À partir de la saison 2023-2024)                      | [ 540 ] |
| 16 octobre    | Brandon Clarke           | Grizzlies de Memphis            | Extension de contrat de 50 000 000 $ sur 4 ans. (À partir de la saison 2023-2024)                       | [ 541 ] |
| 17 octobre    | De'Andre Hunter          | Hawks d'Atlanta                 | Extension de contrat de 95 000 000 $ sur 4 ans. (À partir de la saison 2023-2024)                       | [ 542 ] |
| 17 octobre    | Nassir Little            | Trail Blazers de Portland       | Extension de contrat de 28 000 000 $ sur 4 ans. (À partir de la saison 2023-2024)                       | [ 543 ] |
| 17 octobre    | Kevin Porter Jr.         | Rockets de Houston              | Extension de contrat partiellement garanti de 71 052 800 $ sur 4 ans. (À partir de la saison 2023-2024) | [ 544 ] |
| 30 octobre    | Bojan Bogdanovic         | Pistons de Détroit              | Extension de contrat de 39 100 000 $ sur 2 ans. (À partir de la saison 2023-2024)                       | [ 545 ] |
| 1er décembre  | Al Horford               | Celtics de Boston               | Extension de contrat de 20 000 000 $ sur 2 ans. (À partir de la saison 2023-2024)                       | [ 546 ] |
| 30 janvier    | Myles Turner             | Pacers de l'Indiana             | Extension de contrat de 41 062 905 $ sur 2 ans. (À partir de la saison 2023-2024)                       | [ 547 ] |
| 16 mars       | Bogdan Bogdanović        | Hawks d'Atlanta                 | Extension de contrat de 68 000 000 $ sur 4 ans. (À partir de la saison 2023-2024)                       | [ 548 ] |
| 22 mars       | Nick Richards            | Hornets de Charlotte            | Extension de contrat partiellement garanti de 15 000 000 $ sur 3 ans. (À partir de la saison 2023-2024) | [ 549 ] |

### Départs

#### Joueurs libérés
| Joueurs                | Date         | Équipe                    | Ref.    |
| ---------------------- | ------------ | ------------------------- | ------- |
| John Wall              | 28 juin      | Rockets de Houston        | [ 550 ] |
| Juan Hernangómez       | 30 juin      | Jazz de l'Utah            | [ 551 ] |
| Tyrell Terry           | 2 juillet    | Grizzlies de Memphis      | [ 552 ] |
| Isaiah Roby            | 3 juillet    | Thunder d'Oklahoma City   | [ 553 ] |
| Rayjon Tucker          | 5 juillet    | Bucks de Milwaukee        | [ 554 ] |
| Luca Vildoza           | 5 juillet    | Bucks de Milwaukee        | [ 554 ] |
| Eric Bledsoe           | 6 juillet    | Trail Blazers de Portland | [ 555 ] |
| Danilo Gallinari       | 8 juillet    | Spurs de San Antonio      | [ 556 ] |
| Taj Gibson             | 8 juillet    | Knicks de New York        | [ 557 ] |
| Malik Fitts            | 14 juillet   | Pacers de l'Indiana       | [ 558 ] |
| Juwan Morgan           | 14 juillet   | Pacers de l'Indiana       | [ 558 ] |
| Nik Stauskas           | 14 juillet   | Pacers de l'Indiana       | [ 558 ] |
| Duane Washington Jr.   | 14 juillet   | Pacers de l'Indiana       | [ 558 ] |
| Mychal Mulder          | 16 juillet   | Pacers de l'Indiana       | [ 128 ] |
| Javonte Smart          | 16 juillet   | Heat de Miami             | [ 128 ] |
| JaMychal Green         | 20 juillet   | Thunder d'Oklahoma City   | [ 559 ] |
| Sharife Cooper         | 25 juillet   | Hawks d'Atlanta           | [ 560 ] |
| Jay Scrubb             | 27 juillet   | Clippers de Los Angeles   | [ 561 ] |
| Armoni Brooks          | 31 juillet   | Raptors de Toronto        | [ 562 ] |
| Marcos Louzada Silva   | 29 août      | Trail Blazers de Portland | [ 563 ] |
| Sviatoslav Mykhaïliouk | 29 août      | Raptors de Toronto        | [ 564 ] |
| Chaundee Brown         | 11 septembre | Hawks d'Atlanta           | [ 565 ] |
| Paris Bass             | 16 septembre | Jazz de l'Utah            | [ 566 ] |
| Xavier Sneed           | 16 septembre | Jazz de l'Utah            | [ 566 ] |
| Marcus Zegarowski      | 19 septembre | Nets de Brooklyn          | [ 567 ] |
| Bruno Caboclo          | 20 septembre | Celtics de Boston         | [ 568 ] |
| RaiQuan Gray           | 23 septembre | Nets de Brooklyn          | [ 569 ] |
| Jordan Hall            | 24 octobre   | Spurs de San Antonio      | [ 483 ] |
| Joshua Primo           | 28 octobre   | Spurs de San Antonio      | [ 570 ] |
| Dru Smith              | 13 novembre  | Heat de Miami             | [ 571 ] |
| Olivier Sarr           | 18 novembre  | Trail Blazers de Portland | [ 486 ] |
| Jordan Schakel         | 20 novembre  | Wizards de Washington     | [ 487 ] |
| Michael Foster Jr.     | 23 novembre  | 76ers de Philadelphie     | [ 488 ] |
| Facundo Campazzo       | 28 novembre  | Mavericks de Dallas       | [ 396 ] |
| Jordan Hall            | 29 novembre  | Spurs de San Antonio      | [ 395 ] |
| Feron Hunt             | 29 novembre  | Knicks de New York        | [ 490 ] |
| Matt Ryan              | 1er décembre | Lakers de Los Angeles     | [ 572 ] |
| A. J. Lawson           | 7 décembre   | Timberwolves du Minnesota | [ 491 ] |
| Dru Smith              | 11 décembre  | Heat de Miami             | [ 492 ] |
| Alize Johnson          | 13 décembre  | Spurs de San Antonio      | [ 397 ] |
| Kóstas Antetokoúnmpo   | 16 décembre  | Bulls de Chicago          | [ 493 ] |
| Tyler Dorsey           | 26 décembre  | Mavericks de Dallas       | [ 495 ] |
| Braxton Key            | 26 décembre  | Pistons de Détroit        | [ 496 ] |
| Saben Lee              | 26 décembre  | 76ers de Philadelphie     | [ 494 ] |
| Justin Champagnie      | 29 décembre  | Raptors de Toronto        | [ 573 ] |
| Gorgui Dieng           | 5 janvier    | Spurs de San Antonio      | [ 574 ] |
| Noah Vonleh            | 5 janvier    | Spurs de San Antonio      | [ 574 ] |
| Chima Moneke           | 6 janvier    | Kings de Sacramento       | [ 575 ] |
| Kemba Walker           | 6 janvier    | Mavericks de Dallas       | [ 576 ] |
| Alondes Williams       | 12 janvier   | Nets de Brooklyn          | [ 577 ] |
| Jarrett Culver         | 14 janvier   | Hawks d'Atlanta           | [ 578 ] |
| Devon Dotson           | 17 janvier   | Wizards de Washington     | [ 579 ] |
| Duane Washington Jr.   | 1er février  | Suns de Phoenix           | [ 499 ] |
| Goga Bitadze           | 9 février    | Pacers de l'Indiana       | [ 580 ] |
| Greg Brown III         | 9 février    | Trail Blazers de Portland | [ 581 ] |
| Dewayne Dedmon         | 9 février    | Spurs de San Antonio      | [ 582 ] |
| Bryn Forbes            | 9 février    | Timberwolves du Minnesota | [ 583 ] |
| James Johnson          | 9 février    | Pacers de l'Indiana       | [ 584 ] |
| Boban Marjanović       | 9 février    | Rockets de Houston        | [ 585 ] |
| Terry Taylor           | 9 février    | Pacers de l'Indiana       | [ 586 ] |
| Serge Ibaka            | 11 février   | Pacers de l'Indiana       | [ 587 ] |
| Patrick Beverley       | 12 février   | Magic d'Orlando           | [ 588 ] |
| Danny Green            | 12 février   | Rockets de Houston        | [ 589 ] |
| Reggie Jackson         | 12 février   | Hornets de Charlotte      | [ 590 ] |
| Stanley Johnson        | 12 février   | Spurs de San Antonio      | [ 176 ] |
| Terrence Ross          | 12 février   | Magic d'Orlando           | [ 591 ] |
| John Wall              | 12 février   | Rockets de Houston        | [ 590 ] |
| Justin Holiday         | 13 février   | Rockets de Houston        | [ 592 ] |
| Julian Champagnie      | 14 février   | 76ers de Philadelphie     | [ 502 ] |
| Chris Silva            | 14 février   | Mavericks de Dallas       | [ 593 ] |
| Leandro Bolmaro        | 16 février   | Jazz de l'Utah            | [ 594 ] |
| Moses Brown            | 17 février   | Clippers de Los Angeles   | [ 595 ] |
| Kevin Love             | 18 février   | Cavaliers de Cleveland    | [ 596 ] |
| Russell Westbrook      | 20 février   | Jazz de l'Utah            | [ 597 ] |
| Will Barton            | 21 février   | Wizards de Washington     | [ 598 ] |
| Tony Bradley           | 21 février   | Bulls de Chicago          | [ 599 ] |
| Nate Darling           | 21 février   | Clippers de Los Angeles   | [ 600 ] |
| R. J. Hampton          | 21 février   | Magic d'Orlando           | [ 177 ] |
| Malcolm Hill           | 21 février   | Bulls de Chicago          | [ 601 ] |
| KZ Okpala              | 25 février   | Kings de Sacramento       | [ 180 ] |
| Eugene Omoruyi         | 26 janvier   | Thunder d'Oklahoma City   | [ 602 ] |
| Goran Dragić           | 28 février   | Bulls de Chicago          | [ 603 ] |
| Juan Hernangómez       | 28 février   | Raptors de Toronto        | [ 604 ] |
| Nerlens Noel           | 28 février   | Pistons de Détroit        | [ 605 ] |
| Vernon Carey Jr.       | 1er mars     | Wizards de Washington     | [ 606 ] |
| Sandro Mamukelashvili  | 1er mars     | Bucks de Milwaukee        | [ 607 ] |
| Keaton Wallace         | 1er mars     | Clippers de Los Angeles   | [ 508 ] |
| Isaiah Roby            | 3 mars       | Spurs de San Antonio      | [ 608 ] |
| Moses Brown            | 12 mars      | Knicks de New York        | [ 609 ] |
| Trevelin Queen         | 29 mars      | Pacers de l'Indiana       | [ 610 ] |
| Ryan Arcidiacono       | 1er avril    | Trail Blazers de Portland | [ 611 ] |

#### Joueurs non retenus
Tous les joueurs listés ci-dessous n'ont pas intégré le roster de début de saison, à la suite du camp d'entraînement débutant le 27 septembre.
| Hawks d'Atlanta | Celtics de Boston | Nets de Brooklyn | Hornets de Charlotte | Bulls de Chicago |
| --- | --- | --- | --- | --- |
| - Armoni Brooks - Malik Ellison - Tyson Etienne - Jared Rhoden - Chris Silva | - Eric Demers - Reggie Kissoonlal - Jake Layman - Luka Šamanić - Marial Shayok - A. J. Reeves - Brodric Thomas                                | - Chris Chiozza - Kaiser Gates - Chris Chiozza - Noah Kirkwood - Brandon Rachal - Donovan Williams                              | - Ty-Shon Alexander - LiAngelo Ball - Jalen Crutcher - Anthony Duruji - Jaylen Sims - Xavier Sneed - Isaiah Whaley                            | - Henri Drell - Javon Freeman-Liberty - Carlik Jones - Justin Lewis - Ethan Thompson - Okaro White                          |
| Cavaliers de Cleveland | Mavericks de Dallas | Nuggets de Denver | Pistons de Détroit | Warriors de Golden State |
| - Sharife Cooper - Mamadi Diakite - Nate Hinton - RJ Nembhard - Jamorko Pickett - Chandler Vaudrin                                                                                        | - Marcus Bingham - Mouhamadou Gueye - Tyler Hall - Grant Riller - D. J. Stewart Jr.                                                           | - Adonis Arms - Grant Golden - Kellan Grady - Chasson Randle - Justin Tillman                                                   | - Jules Bernard - Devontae Cacok - Kyler Edwards - Micah Potter - Keifer Sykes - Stanley Umude - Kemba Walker                                 | - Dusty Hannahs - Mac McClung - Lester Quiñones - Jerome Robinson - Pat Spencer - Quinndary Weatherspoon - Trevion Williams |
| Rockets de Houston | Pacers de l'Indiana | Clippers de Los Angeles | Lakers de Los Angeles | Grizzlies de Memphis |
| - Willie Cauley-Stein - Derrick Favors - Maurice Harkless - Pierriá Henry - Ty Jerome - Théo Maledon - Trhae Mitchell                                                                     | - Justin Anderson - Eli Brooks - Tevin Brown - Langston Galloway - Norvel Pelle - Jermaine Samuels - Deividas Sirvydis                        | - Nate Darling - Michael Devoe - Malik Fitts - Xavier Moon - Juwan Morgan - Keaton Wallace - Bryson Williams - Lucas Williamson | - Dwayne Bacon - L. J. Figueroa - Shaquille Harrison - Jay Huff - Javante McCoy - Nate Pierre-Louis - Fabian White Jr.                        | - Justin Bean - Jacob Gilyard - Matthew Hurt - Dakota Mathias - Sean McDermott - EJ Onu - Killian Tillie - Romeo Weems      |
| Heat de Miami | Bucks de Milwaukee | Timberwolves du Minnesota | Pelicans de La Nouvelle-Orléans | Knicks de New York |
| - Jamaree Bouyea - Darius Days - Jon Elmore - Marcus Garrett - Mychal Mulder - Orlando Robinson - D. J. Stewart Jr.                                                                       | - Álex Antetokoúnmpo - Marques Bolden - Ibou Dianko Badji - Rob Edwards - Elijah Hughes - Iverson Molinar - Jontay Porter - Lindell Wigginton | - P. J. Dozier - C. J. Elleby - A. J. Lawson - Matt Lewis - Emmanuel Mudiay - Eric Paschall - Phillip Wheeler                   | - Izaiah Brockington - John Butler - Zylan Cheatham - Kelan Martin - John Petty Jr. - Daeqwon Plowden - Javonte Smart                         | - James Akinjo - Garrison Brooks - Jalen Harris - DaQuan Jeffries - Nuni Omot - Quinton Rose - M.J. Walker                  |
| Thunder d'Oklahoma City | Magic d'Orlando | 76ers de Philadelphie | Suns de Phoenix | Trail Blazers de Portland                                                                                                   |
| - Sterling Brown - Trey Burke - Marquese Chriss - Abdul Gaddy - Scotty Hopson - Sacha Killeya-Jones - Adam Mokoka - David Nwaba - Jaden Shackelford - Jahmi'us Ramsey - Robert Woodard II | - Joël Ayayi - Devin Cannady - Aleem Ford - Drake Jeffries - Alex Morales - Jay Scrubb - Simisola Shittu - Zavier Simpson                     | - Charles Bassey - Sekou Doumbouya - Isaiah Joe - Skylar Mays - Patrick McCaw - Mac McClung - Trevelin Queen - Justin Smith     | - Adonis Arms - Frank Jackson - Saben Lee - Timothé Luwawu-Cabarrot                                                                           | - Devontae Cacok - Wes Iwundu - Isaiah Miller - Norvel Pelle - Jared Rhoden - Brandon Williams                              |
| Kings de Sacramento | Spurs de San Antonio | Raptors de Toronto | Jazz de l'Utah | Wizards de Washington |
| - Kent Bazemore - Quinn Cook - Jordan Ford - Jeriah Horne - Wes Iwundu - Sam Merrill - Alex O'Connell - DJ Steward                                                                        | - Jalen Adaway - Chaundee Brown - Alize Johnson - Tommy Kuhse - Joe Wieskamp - Stephen Zimmerman                                              | - Gabe Brown - Ryan Hawkins - Josh Jackson - David Johnson - Saben Lee - Reggie Perry - D. J. Wilson - Christian Vital          | - Jared Butler - Tyler Cook - Frank Jackson - Stanley Johnson - Saben Lee - Isaiah Miller - Darryl Morsell - Jeenathan Williams - Cody Zeller | - Devon Dotson - Jaime Echenique - Quenton Jackson - Makur Maker - Davion Mintz - Craig Sword                               |

#### Joueurs partis à l'étranger
| Joueur                  | Date de signature | Nouvelle équipe          | Pays        | Équipe NBA                      | Réf.    |
| ----------------------- | ----------------- | ------------------------ | ----------- | ------------------------------- | ------- |
| Tomáš Satoranský        | 26 juin           | FC Barcelone             | Espagne     | Wizards de Washington           | [ 612 ] |
| Arnoldas Kulboka        | 5 juillet         | Promithéas Patras        | Grèce       | Hornets de Charlotte            | [ 613 ] |
| Markus Howard           | 17 juillet        | Saski Baskonia           | Espagne     | Nuggets de Denver               | [ 614 ] |
| Gabriel Lundberg        | 21 juillet        | Virtus Bologna           | Italie      | Suns de Phoenix                 | [ 615 ] |
| Kyle Guy                | 22 juillet        | Joventut Badalona        | Espagne     | Heat de Miami                   | [ 616 ] |
| Ignas Brazdeikis        | 24 juillet        | Žalgiris Kaunas          | Lituanie    | Magic d'Orlando                 | [ 617 ] |
| Georgios Kalaitzakis    | 25 juillet        | Panathinaïkos            | Grèce       | Thunder d'Oklahoma City         | [ 618 ] |
| Yves Pons               | 26 juillet        | ASVEL Lyon-Villeurbanne  | France      | Grizzlies de Memphis            | [ 619 ] |
| Semi Ojeleye            | 27 juillet        | Virtus Bologna           | Italie      | Clippers de Los Angeles         | [ 620 ] |
| Myles Powell            | 27 juillet        | Bay Area Dragons         | Hong Kong   | 76ers de Philadelphie           | [ 621 ] |
| Cassius Winston         | 28 juillet        | Bayern Munich            | Allemagne   | Wizards de Washington           | [ 622 ] |
| Moses Wright            | 29 juillet        | Zhejiang Lions           | Chine       | Mavericks de Dallas             | [ 623 ] |
| Tyler Johnson           | 30 juillet        | Brisbane Bullets         | Australie   | Spurs de San Antonio            | [ 624 ] |
| Carsen Edwards          | 31 juillet        | Fenerbahçe SK            | Turquie     | Pistons de Détroit              | [ 625 ] |
| Rayjon Tucker           | 2 août            | Melbourne United         | Australie   | Bucks de Milwaukee              | [ 626 ] |
| Nemanja Bjelica         | 9 août            | Fenerbahçe SK            | Turquie     | Warriors de Golden State        | [ 627 ] |
| Justin Robinson         | 10 août           | Illawarra Hawks          | Australie   | Pistons de Détroit              | [ 628 ] |
| Jaylen Hoard            | 14 août           | Hapoël Tel-Aviv          | Israël      | Thunder d'Oklahoma City         | [ 629 ] |
| Isaac Bonga             | 19 août           | Bayern Munich            | Allemagne   | Raptors de Toronto              | [ 630 ] |
| Tim Frazier             | 25 août           | AEK Athènes              | Grèce       | Cavaliers de Cleveland          | [ 631 ] |
| Jared Harper            | 7 septembre       | Valencia Basket          | Espagne     | Pelicans de La Nouvelle-Orléans | [ 632 ] |
| Luca Vildoza            | 12 octobre        | KK Crvena zvezda         | Serbie      | Bucks de Milwaukee              | [ 633 ] |
| Dwayne Bacon            | 21 octobre        | Panathinaïkos            | Grèce       | Lakers de Los Angeles           | [ 634 ] |
| Pierriá Henry           | 24 octobre        | Saski Baskonia           | Espagne     | Rockets de Houston              | [ 635 ] |
| Eric Bledsoe            | 27 octobre        | Shanghai Sharks          | Chine       | Trail Blazers de Portland       | [ 636 ] |
| Dwight Howard           | 7 novembre        | Taoyuan Leopards         | Taïwan      | Lakers de Los Angeles           | [ 637 ] |
| Quinn Cook              | 8 novembre        | Zhejiang Lions           | Chine       | Kings de Sacramento             | [ 638 ] |
| Jake Layman             | 9 novembre        | Bàsquet Manresa          | Espagne     | Celtics de Boston               | [ 639 ] |
| Miye Oni                | 16 novembre       | London Lions             | Royaume-Uni | Pelicans de La Nouvelle-Orléans | [ 640 ] |
| Timothé Luwawu-Cabarrot | 18 novembre       | EA7 Emporio Armani Milan | Italie      | Suns de Phoenix                 | [ 641 ] |
| Greg Monroe             | 7 décembre        | Shanxi Loongs            | Chine       | Timberwolves du Minnesota       | [ 642 ] |
| Quinndary Weatherspoon  | 12 décembre       | Tianjin Pioneers         | Chine       | Warriors de Golden State        | [ 643 ] |
| Facundo Campazzo        | 17 décembre       | KK Crvena zvezda         | Serbie      | Mavericks de Dallas             | [ 644 ] |
| Kóstas Antetokoúnmpo    | 18 décembre       | Fenerbahçe               | Turquie     | Bulls de Chicago                | [ 645 ] |
| Keljin Blevins          | 25 décembre       | CS Rapid București       | Roumanie    | Trail Blazers de Portland       | [ 646 ] |
| Chima Moneke            | 16 janvier        | AS Monaco                | France      | Kings de Sacramento             | [ 647 ] |
| Thabo Sefolosha         | 26 janvier        | Vevey Riviera Basket     | Suisse      | Rockets de Houston              | [ 648 ] |
| Matt Thomas             | 30 janvier        | Panathinaikos            | Grèce       | Bulls de Chicago                | [ 649 ] |
| Ben McLemore            | 1er février       | Shandong Hi-Speed Kirin  | Chine       | Trail Blazers de Portland       | [ 650 ] |
| Ed Davis                | 2 février         | Mets de Guaynabo (en)    | Porto Rico  | Cavaliers de Cleveland          | [ 651 ] |
| Elfrid Payton           | 6 février         | Osos de Manatí           | Porto Rico  | Suns de Phoenix                 | [ 652 ] |
| Leandro Bolmaro         | 2 mars            | Lenovo Tenerife          | Espagne     | Jazz de l'Utah                  | [ 653 ] |
| Eric Paschall           | 7 mars            | Leones de Ponce          | Porto Rico  | Timberwolves du Minnesota       | [ 654 ] |

### Draft

#### Premier tour
| Numéro | Nom                 | Date de signature | Équipe                          | Équipe précédente            | Réf.    |
| ------ | ------------------- | ----------------- | ------------------------------- | ---------------------------- | ------- |
| 1      | Paolo Banchero      | 1er juillet       | Magic d'Orlando                 | Blue Devils de Duke          | [ 655 ] |
| 2      | Chet Holmgren       | 5 juillet         | Thunder d'Oklahoma City         | Bulldogs de Gonzaga          | [ 656 ] |
| 3      | Jabari Smith Jr.    | 1er juillet       | Rockets de Houston              | Tigers d'Auburn              | [ 657 ] |
| 4      | Keegan Murray       | 2 juillet         | Kings de Sacramento             | Hawkeyes de l'Iowa           | [ 658 ] |
| 5      | Jaden Ivey          | 2 juillet         | Pistons de Détroit              | Boilermakers de Purdue       | [ 659 ] |
| 6      | Bennedict Mathurin  | 3 juillet         | Pacers de l'Indiana             | Wildcats de l'Arizona        | [ 660 ] |
| 7      | Shaedon Sharpe      | 1er juillet       | Trail Blazers de Portland       | Wildcats du Kentucky         | [ 661 ] |
| 8      | Dyson Daniels       | 9 juillet         | Pelicans de La Nouvelle-Orléans | NBA G League Ignite          | [ 662 ] |
| 9      | Jeremy Sochan       | 8 juillet         | Spurs de San Antonio            | Bears de Baylor              | [ 663 ] |
| 10     | Johnny Davis        | 1er juillet       | Wizards de Washington           | Badgers du Wisconsin         | [ 664 ] |
| 11     | Ousmane Dieng       | 5 juillet         | Thunder d'Oklahoma City         | New Zealand Breakers         | [ 656 ] |
| 12     | Jalen Williams      | 5 juillet         | Thunder d'Oklahoma City         | Broncos de Santa Clara       | [ 656 ] |
| 13     | Jalen Duren         | 7 juillet         | Pistons de Détroit              | Tigers de Memphis            | [ 665 ] |
| 14     | Ochai Agbaji        | 2 juillet         | Cavaliers de Cleveland          | Jayhawks du Kansas           | [ 666 ] |
| 15     | Mark Williams       | 2 juillet         | Hornets de Charlotte            | Blue Devils de Duke          | [ 667 ] |
| 16     | A. J. Griffin       | 3 juillet         | Hawks d'Atlanta                 | Blue Devils de Duke          | [ 668 ] |
| 17     | Tari Eason          | 1er juillet       | Rockets de Houston              | Tigers de LSU                | [ 657 ] |
| 18     | Dalen Terry         | 7 juillet         | Bulls de Chicago                | Wildcats de l'Arizona        | [ 669 ] |
| 19     | Jake LaRavia        | 2 juillet         | Grizzlies de Memphis            | Demon Deacons de Wake Forest | [ 670 ] |
| 20     | Malaki Branham      | 8 juillet         | Spurs de San Antonio            | Buckeyes d'Ohio State        | [ 671 ] |
| 21     | Christian Braun     | 3 juillet         | Nuggets de Denver               | Jayhawks du Kansas           | [ 672 ] |
| 22     | Walker Kessler      | 9 juillet         | Jazz de l'Utah                  | Tigers d'Auburn              | [ 673 ] |
| 23     | David Roddy         | 2 juillet         | Grizzlies de Memphis            | Rams de Colorado State       | [ 670 ] |
| 24     | MarJon Beauchamp    | 7 juillet         | Bucks de Milwaukee              | NBA G League Ignite          | [ 674 ] |
| 25     | Blake Wesley        | 5 juillet         | Spurs de San Antonio            | Fighting Irish de Notre Dame | [ 675 ] |
| 26     | Wendell Moore       | 7 juillet         | Timberwolves du Minnesota       | Blue Devils de Duke          | [ 676 ] |
| 27     | Nikola Jović        | 2 juillet         | Heat de Miami                   | Mega Basket                  | [ 677 ] |
| 28     | Patrick Baldwin Jr. | 6 juillet         | Warriors de Golden State        | Panthers de Milwaukee        | [ 678 ] |
| 29     | TyTy Washington     | 1er juillet       | Rockets de Houston              | Wildcats du Kentucky         | [ 657 ] |
| 30     | Peyton Watson       | 3 juillet         | Nuggets de Denver               | Bruins de l'UCLA             | [ 672 ] |

#### Deuxième tour
| Numéro | Nom                                 | Date de signature | Équipe                          | Équipe précédente          | Réf.    |
| ------ | ----------------------------------- | ----------------- | ------------------------------- | -------------------------- | ------- |
| 31     | Andrew Nembhard                     | 22 juillet        | Pacers de l'Indiana             | Bulldogs de Gonzaga        | [ 679 ] |
| 32     | Caleb Houstan                       | 11 juillet        | Magic d'Orlando                 | Wolverines du Michigan     | [ 680 ] |
| 33     | Christian Koloko                    | 26 août           | Raptors de Toronto              | Wildcats de l'Arizona      | [ 681 ] |
| 34     | Jaylin Williams                     | 19 juillet        | Thunder d'Oklahoma City         | Razorbacks de l'Arkansas   | [ 682 ] |
| 35     | Max Christie                        | 8 juillet         | Lakers de Los Angeles           | Spartans de Michigan State | [ 683 ] |
| 36     | Gabriele Procida                    | —                 | Pistons de Détroit              | Fortitudo Bologne          | —       |
| 37     | Jaden Hardy                         | 6 juillet         | Mavericks de Dallas             | NBA G League Ignite        | [ 684 ] |
| 38     | Kennedy Chandler                    | 6 juillet         | Grizzlies de Memphis            | Volunteers du Tennessee    | [ 685 ] |
| 39     | Khalifa Diop                        | —                 | Cavaliers de Cleveland          | Gran Canaria               | —       |
| 40     | Bryce McGowens Two-way contract     | 2 juillet         | Hornets de Charlotte            | Cornhuskers du Nebraska    | [ 686 ] |
| 41     | E. J. Liddell Two-way contract      | 16 octobre        | Pelicans de La Nouvelle-Orléans | Buckeyes d'Ohio State      | [ 687 ] |
| 42     | Trevor Keels Two-way contract       | 9 juillet         | Knicks de New York              | Blue Devils de Duke        | [ 688 ] |
| 43     | Moussa Diabaté Two-way contract     | 22 juillet        | Clippers de Los Angeles         | Wolverines du Michigan     | [ 689 ] |
| 44     | Ryan Rollins                        | 28 juillet        | Warriors de Golden State        | Rockets de Toledo          | [ 690 ] |
| 45     | Josh Minott                         | 22 juillet        | Timberwolves du Minnesota       | Tigers de Memphis          | [ 691 ] |
| 46     | Ismaël Kamagate                     | —                 | Nuggets de Denver               | Paris Basketball           | —       |
| 47     | Vince Williams Jr. Two-way contract | 2 juillet         | Grizzlies de Memphis            | Rams de VCU                | [ 692 ] |
| 48     | Kendall Brown Two-way contract      | 16 septembre      | Pacers de l'Indiana             | Bears de Baylor            | [ 693 ] |
| 49     | Isaiah Mobley Two-way contract      | 2 juillet         | Cavaliers de Cleveland          | Trojans de l'USC           | [ 666 ] |
| 50     | Matteo Spagnolo                     | —                 | Timberwolves du Minnesota       | Guerino Vanoli Basket      | —       |
| 51     | Tyrese Martin                       | 15 juillet        | Hawks d'Atlanta                 | Huskies du Connecticut     | [ 694 ] |
| 52     | Karlo Matković                      | —                 | Pelicans de La Nouvelle-Orléans | Mega Basket                | —       |
| 53     | JD Davison Two-way contract         | 8 juillet         | Celtics de Boston               | Crimson Tide de l'Alabama  | [ 695 ] |
| 54     | Yannick Nzosa                       | —                 | Wizards de Washington           | Unicaja Málaga             | —       |
| 55     | Gui Santos                          | —                 | Warriors de Golden State        | Minas                      | —       |
| 56     | Luke Travers                        | —                 | Cavaliers de Cleveland          | Perth Wildcats             | —       |
| 57     | Jabari Walker                       | 13 juillet        | Trail Blazers de Portland       | Buffaloes du Colorado      | [ 696 ] |
| 58     | Hugo Besson                         | —                 | Bucks de Milwaukee              | New Zealand Breakers       | —       |